# Morti nel 1974

## Gennaio(91)
- 1º gennaio - Georg Andersen, calciatore norvegese (n. 1893)
- 1º gennaio - Pietro Porqueddu, cantante italiano (n. 1894)
- 1º gennaio - Lillian D. Rock, avvocata, attivista e politica statunitense (n. 1896)
- 2 gennaio - Ralph Block, produttore cinematografico e sceneggiatore statunitense (n. 1889)
- 2 gennaio - Errett Lobban Cord, imprenditore e politico statunitense (n. 1894)
- 2 gennaio - Neva Gerber, attrice statunitense (n. 1891)
- 2 gennaio - Tex Ritter, cantante e attore statunitense (n. 1905)
- 2 gennaio - Fernand de Montigny, architetto, schermidore e hockeista su prato belga (n. 1885)
- 3 gennaio - Gino Cervi, attore, doppiatore e conduttore radiofonico italiano (n. 1901)
- 3 gennaio - Jimmy McStay, allenatore di calcio e calciatore scozzese (n. 1893)
- 3 gennaio - Maksim Štrauch, attore sovietico (n. 1900)
- 4 gennaio - Giuseppe Agnino, imprenditore, giornalista e politico italiano (n. 1891)
- 4 gennaio - Ellef Mohn, calciatore norvegese (n. 1894)
- 4 gennaio - Renzo Videsott, ambientalista, veterinario e alpinista italiano (n. 1904)
- 5 gennaio - Erminia Caudana, restauratrice italiana (n. 1896)
- 5 gennaio - Joseph Fassbender, pittore tedesco (n. 1903)
- 5 gennaio - Béla Illés, scrittore ungherese (n. 1895)
- 5 gennaio - Burkhard Niering, poliziotto e militare tedesco (n. 1950)
- 5 gennaio - Lev Nikolaevič Oborin, pianista russo (n. 1907)
- 5 gennaio - Vincent Starrett, scrittore e giornalista statunitense (n. 1886)
- 5 gennaio - François Vasse, calciatore francese (n. 1907)
- 6 gennaio - David Alfaro Siqueiros, pittore messicano (n. 1896)
- 6 gennaio - Jeanne Gautier, violinista francese (n. 1898)
- 6 gennaio - Margit Slachta, attivista e politica ungherese (n. 1884)
- 7 gennaio - Marco Borrini, calciatore italiano (n. 1919)
- 7 gennaio - Basil Gates, calciatore inglese (n. 1896)
- 7 gennaio - Eugen Krón, pittore slovacco (n. 1882)
- 10 gennaio - Gertrude Bambrick, attrice e coreografa statunitense (n. 1897)
- 10 gennaio - Bennie Bonacio, clarinettista, sassofonista e compositore italiano (n. 1903)
- 11 gennaio - Vincenzo Bavaro, politico italiano (n. 1894)
- 11 gennaio - Josef Chloupek, calciatore austriaco (n. 1908)
- 11 gennaio - Øivind Høibak, calciatore norvegese (n. 1916)
- 12 gennaio - Jack Jacobs, giocatore di football americano statunitense (n. 1919)
- 12 gennaio - Chris MacKintosh, bobbista e lunghista britannico (n. 1903)
- 12 gennaio - Nunzio Malasomma, regista e sceneggiatore italiano (n. 1894)
- 12 gennaio - Patrizia di Connaught, principessa inglese (n. 1886)
- 13 gennaio - Charley Finn, pallanuotista statunitense (n. 1897)
- 13 gennaio - Wim Groskamp, calciatore olandese (n. 1886)
- 13 gennaio - Raoul Jobin, tenore canadese (n. 1906)
- 13 gennaio - Alfredo Poggi, filosofo, politico e antifascista italiano (n. 1881)
- 14 gennaio - Luca Barnocchi, inventore e ingegnere italiano (n. 1905)
- 14 gennaio - Cassiano Ricardo, poeta, giornalista e saggista brasiliano (n. 1895)
- 14 gennaio - Galileo Emendabili, scultore italiano (n. 1898)
- 14 gennaio - Knut Lund, calciatore finlandese (n. 1891)
- 14 gennaio - Nikolaj Ivanovič Moskalenko, attore e regista sovietico (n. 1926)
- 15 gennaio - Charles Rosher, direttore della fotografia inglese (n. 1885)
- 16 gennaio - Elow Kihlgren, diplomatico e imprenditore svedese (n. 1887)
- 16 gennaio - Luigi Rocco, politico italiano (n. 1882)
- 17 gennaio - Ugo Pistolesi, tiratore a segno italiano (n. 1883)
- 17 gennaio - Mario Zidarich, calciatore e allenatore di calcio italiano (n. 1915)
- 18 gennaio - Bill Finger, fumettista e scrittore statunitense (n. 1914)
- 18 gennaio - Teresina Negri, ballerina, imprenditrice e stilista italiana (n. 1879)
- 19 gennaio - Clemente Serventi, tennista, calciatore e dirigente sportivo italiano (n. 1889)
- 20 gennaio - Edmund Blunden, scrittore, poeta e critico letterario britannico (n. 1896)
- 20 gennaio - Letizia Bonini, attrice italiana (n. 1902)
- 20 gennaio - Satiro Lusetti, calciatore italiano (n. 1922)
- 20 gennaio - Karl von Oven, generale tedesco (n. 1888)
- 20 gennaio - Paul Sidney Martin, archeologo, antropologo e storico statunitense (n. 1898)
- 21 gennaio - Arnaud Denjoy, matematico francese (n. 1884)
- 21 gennaio - Lewis Strauss, politico statunitense (n. 1896)
- 22 gennaio - Anna Lehr, attrice statunitense (n. 1890)
- 22 gennaio - Antanas Sniečkus, politico sovietico (n. 1903)
- 23 gennaio - Hjalmart Andersen, ginnasta danese (n. 1889)
- 23 gennaio - Helmut Kahl, pentatleta tedesco (n. 1901)
- 23 gennaio - Alma Taylor, attrice inglese (n. 1895)
- 24 gennaio - Frank Chevallier-Boutell, calciatore argentino (n. 1879)
- 24 gennaio - Amy Nimr, pittrice egiziana (n. 1898)
- 25 gennaio - William Fawcett, attore statunitense (n. 1894)
- 25 gennaio - Giuseppe Raffeiner, politico italiano (n. 1895)
- 25 gennaio - Al Robinson, pugile statunitense (n. 1947)
- 25 gennaio - Luigi Scarfiotti, politico, ingegnere e pilota automobilistico italiano (n. 1891)
- 26 gennaio - Julius Patzak, tenore austriaco (n. 1898)
- 26 gennaio - Ivan Pryvalov, calciatore sovietico (n. 1902)
- 27 gennaio - Pavel Rafailovič Bermondt-Avalov, generale e scrittore russo (n. 1877)
- 27 gennaio - Leo Geyr von Schweppenburg, generale tedesco (n. 1886)
- 27 gennaio - Georgios Grivas, generale e guerrigliero greco (n. 1898)
- 27 gennaio - Edward Spears, generale britannico (n. 1886)
- 27 gennaio - Carlo Zinelli, pittore italiano (n. 1916)
- 28 gennaio - Giuseppe Moro, calciatore e allenatore di calcio italiano (n. 1921)
- 29 gennaio - Anatolij Alekseev, generale e aviatore sovietico (n. 1902)
- 29 gennaio - Benjamin Steinberg, violinista e direttore d'orchestra statunitense (n. 1915)
- 30 gennaio - Fernand Arnout, sollevatore francese (n. 1899)
- 30 gennaio - Carlo Farini, politico e partigiano italiano (n. 1895)
- 30 gennaio - Jimmy Hogan, calciatore e allenatore di calcio inglese (n. 1882)
- 31 gennaio - Pedro Manuel Benítez, calciatore paraguaiano (n. 1901)
- 31 gennaio - Pina Gallini, attrice italiana (n. 1888)
- 31 gennaio - Samuel Goldwyn, produttore cinematografico polacco (n. 1882)
- 31 gennaio - Julius Hjulian, calciatore svedese (n. 1903)
- 31 gennaio - Glenn Morris, multiplista statunitense (n. 1912)
- 31 gennaio - Halvor Solberg, meteorologo norvegese (n. 1895)
- 31 gennaio - Emil Väre, lottatore finlandese (n. 1885)

## Febbraio(102)
- 1º febbraio - Ewart Horsfall, canottiere britannico (n. 1891)
- 2 febbraio - Jean Absil, compositore belga (n. 1893)
- 2 febbraio - Marieluise Fleißer, commediografa tedesca (n. 1901)
- 2 febbraio - Imre Lakatos, filosofo ungherese (n. 1922)
- 2 febbraio - Mauro Pellicioli, restauratore e pittore italiano (n. 1887)
- 3 febbraio - Filippo Addis, scrittore e critico letterario italiano (n. 1884)
- 3 febbraio - Charlotte Bühler, psicologa tedesca (n. 1893)
- 3 febbraio - Domenico Taccone, ingegnere e dirigente d'azienda italiano (n. 1890)
- 3 febbraio - Juan de Orduña, attore e regista cinematografico spagnolo (n. 1900)
- 4 febbraio - Mihail Andricu, compositore rumeno (n. 1894)
- 4 febbraio - Satyendranath Bose, fisico indiano (n. 1894)
- 4 febbraio - Ozaki Kihachi, poeta giapponese (n. 1892)
- 4 febbraio - Alfredo Montori, pittore, scenografo e architetto italiano (n. 1893)
- 4 febbraio - Charles Mason Remey, architetto statunitense (n. 1874)
- 4 febbraio - Liliana Ronchetti, cestista italiana (n. 1927)
- 5 febbraio - Mestre Bimba, artista marziale brasiliano (n. 1899)
- 5 febbraio - Giorgio Fenoaltea, politico italiano (n. 1902)
- 5 febbraio - Dan Edward Garvey, politico statunitense (n. 1886)
- 5 febbraio - Lydia Sokolova, ballerina britannica (n. 1896)
- 7 febbraio - Cesare Carlo Baronio, presbitero italiano (n. 1887)
- 7 febbraio - Wawrzyniec Cyl, calciatore polacco (n. 1900)
- 7 febbraio - Arline Judge, attrice statunitense (n. 1912)
- 7 febbraio - Marcello Lucini, giornalista e scrittore italiano (n. 1920)
- 8 febbraio - Fern Andra, attrice, regista e sceneggiatrice statunitense (n. 1893)
- 8 febbraio - Pietro Bazan, calciatore e allenatore di calcio italiano (n. 1915)
- 8 febbraio - Franco Caprioli, fumettista e pittore italiano (n. 1912)
- 8 febbraio - Fritz Zwicky, astronomo svizzero (n. 1898)
- 9 febbraio - Arnošt Kreuz, calciatore cecoslovacco (n. 1912)
- 9 febbraio - Henrik Samuel Nyberg, iranista e arabista svedese (n. 1889)
- 9 febbraio - Rigoletto Trezzi, calciatore, arbitro di calcio e dirigente sportivo italiano (n. 1890)
- 9 febbraio - Giovanni Zanni, calciatore e allenatore di calcio italiano (n. 1904)
- 11 febbraio - Hilda Gadea, economista peruviana (n. 1921)
- 11 febbraio - Alfred Keller, generale tedesco (n. 1882)
- 11 febbraio - Anna Q. Nilsson, attrice svedese (n. 1888)
- 11 febbraio - Joseph Marie Phạm Năng Tĩnh, vescovo cattolico vietnamita (n. 1917)
- 11 febbraio - Vladimir Ivanovič Smirnov, matematico e statistico russo (n. 1887)
- 11 febbraio - Alfhild Stormoen, attrice norvegese (n. 1883)
- 12 febbraio - Carlo Dragone, presbitero e scrittore italiano (n. 1911)
- 12 febbraio - Gladys Feldman, attrice e ballerina statunitense (n. 1886)
- 12 febbraio - Marta Minerbi Ottolenghi, docente e scrittrice italiana (n. 1895)
- 13 febbraio - Adolf Arndt, politico tedesco (n. 1904)
- 13 febbraio - Mario Fabiani, politico italiano (n. 1912)
- 13 febbraio - Petar Lubarda, pittore jugoslavo (n. 1907)
- 13 febbraio - Charles-Edmond Perrin, medievista francese (n. 1887)
- 13 febbraio - Giulio Turchi, politico italiano (n. 1902)
- 14 febbraio - Francesco Arcangeli, storico dell'arte, poeta e critico letterario italiano (n. 1915)
- 14 febbraio - Edmondo Martin, calciatore italiano (n. 1904)
- 14 febbraio - Linda Helene Penzel, imprenditrice tedesca (n. 1895)
- 14 febbraio - Arthur Suhle, numismatico tedesco (n. 1898)
- 14 febbraio - Abd el-Aziz el-Zoubi, politico israeliano (n. 1926)
- 15 febbraio - Kurt Atterberg, compositore, direttore d'orchestra e critico musicale svedese (n. 1887)
- 15 febbraio - Marcel Dangles, calciatore francese (n. 1899)
- 15 febbraio - Frederick McCarthy, pistard canadese (n. 1881)
- 15 febbraio - Conel Hugh O'Donel Alexander, crittografo e scacchista irlandese (n. 1909)
- 15 febbraio - George W. Snedecor, matematico e statistico statunitense (n. 1881)
- 15 febbraio - Cyrille Van Hauwaert, ciclista su strada e pistard belga (n. 1883)
- 16 febbraio - Enif Angiolini, attrice teatrale e scrittrice italiana (n. 1886)
- 16 febbraio - Grace Bolen, pianista e compositrice statunitense (n. 1884)
- 16 febbraio - John Garand, ingegnere e militare canadese (n. 1888)
- 16 febbraio - Angelo Tarchi, politico italiano (n. 1897)
- 16 febbraio - Lew Wyld, pistard britannico (n. 1905)
- 17 febbraio - Jack Cole, ballerino, coreografo e direttore teatrale statunitense (n. 1911)
- 17 febbraio - Rafael Garza Gutiérrez, allenatore di calcio e calciatore messicano (n. 1896)
- 17 febbraio - Ralph W. Gerard, scienziato statunitense (n. 1900)
- 18 febbraio - Giuseppe Cattaneo della Volta, politico italiano (n. 1886)
- 18 febbraio - Manuel A. Odría, generale e politico peruviano (n. 1897)
- 18 febbraio - Angelo Tonini, lunghista, altista e calciatore italiano (n. 1889)
- 18 febbraio - Jack Tornek, attore bielorusso (n. 1887)
- 18 febbraio - Bernard Voorhoof, calciatore belga (n. 1910)
- 19 febbraio - Louis Mesenkop, tecnico del suono statunitense (n. 1903)
- 19 febbraio - Hermine Stindt, nuotatrice tedesca (n. 1888)
- 20 febbraio - János Biri, calciatore e allenatore di calcio ungherese (n. 1901)
- 20 febbraio - Matilde Hidalgo, medico, poetessa e attivista ecuadoriana (n. 1889)
- 20 febbraio - George Mastrovich, ginnasta e multiplista statunitense (n. 1886)
- 20 febbraio - Enrico Triscornia, dirigente sportivo e calciatore italiano (n. 1891)
- 21 febbraio - Tim Horton, hockeista su ghiaccio e imprenditore canadese (n. 1930)
- 22 febbraio - Álvaro de Aguilar, diplomatico spagnolo (n. 1892)
- 22 febbraio - Samuel Byck, criminale statunitense (n. 1930)
- 22 febbraio - Gaetano Carolei, militare italiano (n. 1896)
- 23 febbraio - George Van Biesbroeck, astronomo belga (n. 1880)
- 23 febbraio - Hans Bernd Gisevius, militare e diplomatico tedesco (n. 1904)
- 23 febbraio - Aarne Reini, lottatore finlandese (n. 1906)
- 23 febbraio - Florence Rice, attrice statunitense (n. 1907)
- 23 febbraio - Antoine Rouches, calciatore francese (n. 1893)
- 23 febbraio - Harry Ruby, compositore statunitense (n. 1895)
- 24 febbraio - Margaret Leech, storica e scrittrice statunitense (n. 1893)
- 24 febbraio - Robert Adolf Stemmle, regista, sceneggiatore e attore tedesco (n. 1903)
- 24 febbraio - Joseph Striker, attore statunitense (n. 1898)
- 25 febbraio - Frode Bjerkholt, calciatore norvegese (n. 1894)
- 25 febbraio - Francesco Paolo Bontate, mafioso italiano (n. 1914)
- 25 febbraio - Lothar Mendes, regista, sceneggiatore e attore inglese (n. 1894)
- 25 febbraio - Goffredo Nannini, politico italiano (n. 1917)
- 26 febbraio - Ignacio Agustí Peypoch, scrittore e giornalista spagnolo (n. 1913)
- 26 febbraio - Hendrika Johanna van Leeuwen, fisica olandese (n. 1887)
- 26 febbraio - Pietro Omodei Zorini, avvocato, calciatore e arbitro di calcio italiano (n. 1893)
- 26 febbraio - René de Possel, matematico francese (n. 1905)
- 26 febbraio - Walter Stauffer, imprenditore e mecenate svizzero (n. 1887)
- 27 febbraio - Raffaele Aurini, bibliotecario, storico e bibliografo italiano (n. 1910)
- 27 febbraio - Nina Georgievna Romanova, principessa russa (n. 1901)
- 28 febbraio - Oreste Bonomelli, giornalista e politico italiano (n. 1888)
- 28 febbraio - Eliodoro Coccoli, pittore e decoratore italiano (n. 1880)
- 28 febbraio - Russell Harlan, direttore della fotografia statunitense (n. 1903)

## Marzo(99)
- 1º marzo - Agnes Geraghty, nuotatrice statunitense (n. 1907)
- 1º marzo - Bobby Timmons, pianista e compositore statunitense (n. 1935)
- 2 marzo - Salvador Puig Antich, anarchico spagnolo (n. 1948)
- 2 marzo - Antoine de Padoue Rahajarizafy, presbitero, filosofo e scrittore malgascio (n. 1911)
- 2 marzo - Georg Michael Welzel, criminale tedesco orientale (n. 1944)
- 3 marzo - Carl Burckhardt, diplomatico svizzero (n. 1891)
- 3 marzo - John Cooper, ostacolista e velocista britannico (n. 1940)
- 3 marzo - Vieri Luschi, fantino italiano (n. 1911)
- 3 marzo - Michail Klavdievič Tichonravov, ingegnere sovietico (n. 1900)
- 3 marzo - Frank Wilcox, attore statunitense (n. 1907)
- 4 marzo - Arne Skaug, economista, politico e diplomatico norvegese (n. 1906)
- 4 marzo - Herman Van Breda, filosofo belga (n. 1911)
- 4 marzo - Bartolo Gianturco, avvocato e politico italiano (n. 1891)
- 4 marzo - Adolph Gottlieb, pittore statunitense (n. 1903)
- 5 marzo - Pëtr Anochin, fisiologo sovietico (n. 1898)
- 5 marzo - Billy De Wolfe, attore statunitense (n. 1907)
- 5 marzo - Sol Hurok, impresario teatrale russo (n. 1888)
- 5 marzo - Wally Kinnear, canottiere britannico (n. 1880)
- 5 marzo - Knudåge Riisager, compositore danese (n. 1897)
- 5 marzo - Paul Wyss, calciatore svizzero (n. 1891)
- 6 marzo - Edith Borella, attrice statunitense (n. 1890)
- 6 marzo - Marino Lupi, fantino italiano (n. 1928)
- 6 marzo - Eugenio Szabados, scacchista italiano (n. 1898)
- 7 marzo - Eduard Kainberger, calciatore austriaco (n. 1911)
- 8 marzo - Luigi La Ferlita, avvocato e politico italiano (n. 1906)
- 8 marzo - Alberto Rabagliati, cantante, attore e conduttore radiofonico italiano (n. 1906)
- 8 marzo - Franz Vavra, calciatore austriaco (n. 1915)
- 8 marzo - Martha Wentworth, attrice e doppiatrice statunitense (n. 1889)
- 9 marzo - Giuseppe Olivotti, vescovo cattolico italiano (n. 1905)
- 9 marzo - Felix Schlag, medaglista statunitense (n. 1891)
- 9 marzo - Earl Wilbur Sutherland, fisiologo statunitense (n. 1915)
- 9 marzo - Luigi Zuccheri, pittore e illustratore italiano (n. 1904)
- 10 marzo - Hans Wilhelmsson Ahlmann, geografo svedese (n. 1889)
- 10 marzo - Bolesław Kominek, cardinale e arcivescovo cattolico polacco (n. 1903)
- 10 marzo - Charles Midgley Maud, aviatore inglese (n. 1898)
- 11 marzo - Stanisława Leszczyńska, polacca (n. 1896)
- 12 marzo - Alberto Bachelet, generale e politico cileno (n. 1923)
- 12 marzo - Guglielmo Tabacchi, imprenditore italiano (n. 1900)
- 13 marzo - Giulio Bucciolini, giornalista, commediografo e scrittore italiano (n. 1887)
- 13 marzo - Werner Lorenz, generale tedesco (n. 1891)
- 13 marzo - Howard St. John, attore statunitense (n. 1905)
- 13 marzo - Frans de Vreng, pistard olandese (n. 1898)
- 14 marzo - Natale Balossino, calciatore italiano (n. 1904)
- 14 marzo - Viktor Ivanovič Gzovskij, ballerino e coreografo russo (n. 1902)
- 14 marzo - Alex Pompez, dirigente sportivo statunitense (n. 1890)
- 15 marzo - Ferdinand Ďurčanský, politico slovacco (n. 1906)
- 16 marzo - Peter Celsing, architetto svedese (n. 1920)
- 16 marzo - Enrico Falqui, scrittore e critico letterario italiano (n. 1901)
- 17 marzo - Enrico Avanzi, genetista e agronomo italiano (n. 1888)
- 17 marzo - Dragutin Ciotti, ginnasta jugoslavo (n. 1905)
- 17 marzo - Louis Kahn, architetto statunitense (n. 1901)
- 17 marzo - Carroll Nye, attore statunitense (n. 1901)
- 17 marzo - Gustavo Sanvenero Rosselli, medico italiano (n. 1897)
- 18 marzo - Romeo Bernotti, ammiraglio e politico italiano (n. 1877)
- 18 marzo - Hans Döllgast, architetto tedesco (n. 1891)
- 18 marzo - Hertta Kuusinen, politica finlandese (n. 1904)
- 18 marzo - William A. Lyon, montatore statunitense (n. 1903)
- 18 marzo - Enrico Rivolta, calciatore italiano (n. 1905)
- 18 marzo - Bill Roberts, animatore e regista statunitense (n. 1899)
- 19 marzo - Paolo Botto, arcivescovo cattolico italiano (n. 1896)
- 19 marzo - Austin Clarke, poeta, drammaturgo e romanziere irlandese (n. 1896)
- 19 marzo - Anne Klein, stilista statunitense (n. 1923)
- 19 marzo - Edward Platt, attore statunitense (n. 1916)
- 19 marzo - Margherita Sanna, politica italiana (n. 1904)
- 20 marzo - Chet Huntley, giornalista statunitense (n. 1911)
- 20 marzo - Vito Pandolfi, critico teatrale e regista italiano (n. 1917)
- 21 marzo - Candy Darling, attrice statunitense (n. 1944)
- 21 marzo - Anton Grot, scenografo polacco (n. 1884)
- 21 marzo - Bill Mokray, storico e statistico statunitense (n. 1907)
- 22 marzo - Gregor Ebner, poliziotto e medico tedesco (n. 1892)
- 22 marzo - Heihachirō Fukuda, artista giapponese (n. 1892)
- 22 marzo - Peter Revson, pilota automobilistico statunitense (n. 1939)
- 22 marzo - Orazio Satta Puliga, ingegnere italiano (n. 1910)
- 23 marzo - Edward Molyneux, stilista e profumiere britannico (n. 1891)
- 23 marzo - Dante Pasqua, scacchista italiano (n. 1898)
- 23 marzo - Léon Rosenfeld, fisico belga (n. 1904)
- 24 marzo - Hristo Iliev, calciatore bulgaro (n. 1936)
- 24 marzo - Alan Jackson, pistard britannico (n. 1933)
- 24 marzo - Raffaele Terranova, politico italiano (n. 1898)
- 25 marzo - Georges Rigal, nuotatore e pallanuotista francese (n. 1890)
- 25 marzo - Jānis Tiltiņš, cestista lettone (n. 1909)
- 26 marzo - Edward Condon, fisico statunitense (n. 1902)
- 26 marzo - Werner Kohlmeyer, calciatore tedesco occidentale (n. 1924)
- 27 marzo - Dino Ciani, pianista italiano (n. 1941)
- 27 marzo - Eduardo Santos, politico, giornalista e avvocato colombiano (n. 1888)
- 27 marzo - Kon Shimizu, fumettista e vignettista giapponese (n. 1912)
- 27 marzo - Wang Ming, politico cinese (n. 1904)
- 28 marzo - Arthur Crudup, musicista statunitense (n. 1905)
- 28 marzo - Dorothy Fields, paroliera e compositrice statunitense (n. 1904)
- 28 marzo - Françoise Rosay, attrice francese (n. 1891)
- 29 marzo - Andrea Checchi, attore italiano (n. 1916)
- 29 marzo - Teddy Yarosz, pugile statunitense (n. 1910)
- 30 marzo - Willem Hendrik van den Bos, astronomo olandese (n. 1896)
- 30 marzo - Domenico Marotta, chimico, igienista e dirigente pubblico italiano (n. 1886)
- 30 marzo - Vincenzo Rossetti, medico italiano (n. 1896)
- 30 marzo - Karel Struijs, pallanuotista olandese (n. 1892)
- 31 marzo - Victor Boin, pallanuotista, nuotatore e schermidore belga (n. 1886)
- 31 marzo - Wu Pak Chiu, tenore cinese (n. 1913)
- 31 marzo - Karl Hohmann, calciatore e allenatore di calcio tedesco (n. 1908)

## Aprile(80)
- 1º aprile - Ruth Abramowitsch, danzatrice e coreografa tedesca (n. 1907)
- 1º aprile - Josef Křepela, cestista cecoslovacco (n. 1924)
- 1º aprile - Augusto Mattei, calciatore italiano (n. 1910)
- 1º aprile - Maurice Raizman, scacchista e ingegnere francese (n. 1905)
- 1º aprile - Hal Tidrick, cestista statunitense (n. 1915)
- 2 aprile - Douglass Dumbrille, attore canadese (n. 1889)
- 2 aprile - Wilhelm Hansen, calciatore norvegese (n. 1895)
- 2 aprile - Bob Livingston, hockeista su ghiaccio statunitense (n. 1908)
- 2 aprile - Georges Pompidou, politico francese (n. 1911)
- 3 aprile - Cora Sandel, scrittrice e pittrice norvegese (n. 1880)
- 4 aprile - Tom Arrigan, calciatore irlandese (n. 1906)
- 4 aprile - Ardiccio Modena, calciatore e arbitro di calcio italiano (n. 1879)
- 4 aprile - Harry Morton, calciatore inglese (n. 1909)
- 4 aprile - Franz Schlieper, generale tedesco (n. 1905)
- 5 aprile - Antonio Acciai, presbitero italiano (n. 1924)
- 5 aprile - Bino Bini, schermidore italiano (n. 1900)
- 5 aprile - Jennifer Vyvyan, soprano inglese (n. 1925)
- 6 aprile - Argentina Cerne, pittrice italiana (n. 1902)
- 6 aprile - Willem Marinus Dudok, ingegnere e architetto olandese (n. 1884)
- 6 aprile - Fraňo Štefunko, scultore slovacco (n. 1903)
- 6 aprile - Štěpán Trochta, cardinale e vescovo cattolico ceco (n. 1905)
- 7 aprile - Erisia Gennai Tonietti, politica italiana (n. 1900)
- 7 aprile - Howard Greer, costumista e stilista statunitense (n. 1896)
- 8 aprile - K.A.C. Creswell, storico dell'arte britannico (n. 1879)
- 8 aprile - Harry L. Fraser, regista statunitense (n. 1889)
- 8 aprile - James Charles McGuigan, cardinale e arcivescovo cattolico canadese (n. 1894)
- 8 aprile - Ferruccio Novo, imprenditore, dirigente sportivo e calciatore italiano (n. 1897)
- 8 aprile - Robert Youngson, regista e produttore cinematografico statunitense (n. 1917)
- 10 aprile - Dolores d'Asburgo-Lorena, nobildonna (n. 1891)
- 10 aprile - Roger Bastide, sociologo e antropologo francese (n. 1898)
- 10 aprile - Patricia Collinge, attrice irlandese (n. 1892)
- 11 aprile - Rasmus Rasmussen, ginnasta danese (n. 1899)
- 11 aprile - Abraham Robinson, matematico tedesco (n. 1918)
- 12 aprile - Metodi Andonov, regista bulgaro (n. 1932)
- 12 aprile - Raymond Brownell, aviatore australiano (n. 1894)
- 12 aprile - Evgenij Viktorovič Vučetič, scultore sovietico (n. 1908)
- 13 aprile - Edoardo Giordano, pittore e ceramista italiano (n. 1904)
- 13 aprile - Dogen Handa, giocatore di go giapponese (n. 1915)
- 15 aprile - Giovanni D'Anzi, compositore italiano (n. 1906)
- 15 aprile - Giovanni Ghirotti, politico italiano (n. 1906)
- 15 aprile - Irene di Grecia, regina greca (n. 1904)
- 15 aprile - Ernie Hine, calciatore inglese (n. 1901)
- 16 aprile - Everett Shelton, cestista, giocatore di football americano e giocatore di baseball statunitense (n. 1898)
- 17 aprile - Luigi Annoni, ciclista su strada italiano (n. 1890)
- 17 aprile - Hugh Stott Taylor, chimico inglese (n. 1890)
- 18 aprile - Betty Compson, attrice e produttrice cinematografica statunitense (n. 1897)
- 18 aprile - John Henry Lewis, pugile statunitense (n. 1914)
- 18 aprile - Marcel Pagnol, scrittore, drammaturgo e regista cinematografico francese (n. 1895)
- 18 aprile - Leopoldo Piccardi, politico italiano (n. 1899)
- 19 aprile - Alexander Dinghas, matematico greco (n. 1908)
- 19 aprile - Traugott Oberer, calciatore svizzero (n. 1924)
- 20 aprile - Ferruccio Galmozzi, medico e politico italiano (n. 1889)
- 20 aprile - Richard Huelsenbeck, scrittore tedesco (n. 1892)
- 20 aprile - Ayyub Khan, generale e politico pakistano (n. 1907)
- 20 aprile - Peter Lee Lawrence, attore tedesco (n. 1944)
- 20 aprile - Štěpán Matěj, calciatore cecoslovacco (n. 1901)
- 21 aprile - Chic Harley, giocatore di football americano statunitense (n. 1894)
- 21 aprile - Giulio Rossi, calciatore italiano (n. 1912)
- 22 aprile - Luciano Alberici, attore teatrale italiano (n. 1923)
- 23 aprile - Jenő Uhlyárik, schermidore ungherese (n. 1893)
- 24 aprile - Bud Abbott, comico e produttore cinematografico statunitense (n. 1897)
- 24 aprile - Carl August Ehrensvärd, generale svedese (n. 1892)
- 24 aprile - Vittorio Filippini, architetto italiano (n. 1914)
- 24 aprile - Franz Jonas, sindacalista, politico e esperantista austriaco (n. 1899)
- 25 aprile - Pio Roberto Alice, calciatore italiano (n. 1903)
- 25 aprile - Pamela Courson, cantante statunitense (n. 1946)
- 25 aprile - Felice Fanetti, canottiere italiano (n. 1914)
- 25 aprile - Bruno Antonio Quintavalle, dirigente d'azienda italiano (n. 1891)
- 25 aprile - Gustav Anton von Wietersheim, generale tedesco (n. 1884)
- 26 aprile - Guy Oliver Nickalls, canottiere britannico (n. 1899)
- 27 aprile - Carlo Ninchi, attore italiano (n. 1896)
- 27 aprile - Jesse Oldendorf, ammiraglio statunitense (n. 1887)
- 27 aprile - Vittorio Pisani, illustratore e pittore italiano (n. 1899)
- 27 aprile - Guido Slataper, militare italiano (n. 1897)
- 29 aprile - Brian Robertson, I barone Robertson, generale inglese (n. 1896)
- 29 aprile - Reidar Høilund, calciatore norvegese (n. 1901)
- 29 aprile - Antonius Montfoort, schermidore olandese (n. 1902)
- 30 aprile - Ranieri Bustelli, illusionista italiano (n. 1898)
- 30 aprile - Ugo Marfuggi, generale italiano (n. 1889)
- 30 aprile - Agnes Moorehead, attrice statunitense (n. 1900)

## Maggio(82)
- 1º maggio - Gene Bilbrew, illustratore e fumettista statunitense (n. 1923)
- 2 maggio - Diego de Henriquez, italiano (n. 1909)
- 2 maggio - Mario Passante, attore cinematografico italiano (n. 1912)
- 4 maggio - Gerhard Lamprecht, regista, sceneggiatore e produttore cinematografico tedesco (n. 1897)
- 4 maggio - Tommy Magee, calciatore inglese (n. 1899)
- 4 maggio - Otto Nikodym, matematico polacco (n. 1877)
- 6 maggio - Enzo Romagnoli, cantante italiano (n. 1914)
- 7 maggio - Abu Bakar di Pahang, sovrano malese (n. 1904)
- 7 maggio - Branquinho da Fonseca, scrittore portoghese (n. 1905)
- 7 maggio - Dudley Clarke, militare britannico (n. 1899)
- 7 maggio - Gustaf Dyrsch, cavaliere svedese (n. 1890)
- 7 maggio - Fred Kelly, ostacolista statunitense (n. 1891)
- 8 maggio - Franco Fanuzzi, imprenditore italiano (n. 1922)
- 8 maggio - Toshio Irie, nuotatore giapponese (n. 1911)
- 9 maggio - Wally Van, attore, regista e sceneggiatore statunitense (n. 1880)
- 10 maggio - Orlando Amêndola, nuotatore, pallanuotista e canottiere brasiliano (n. 1899)
- 10 maggio - Gennaro Cantiello, militare italiano (n. 1938)
- 10 maggio - Hal Mohr, direttore della fotografia statunitense (n. 1894)
- 10 maggio - Takeshi Sakamoto, attore giapponese (n. 1899)
- 11 maggio - Paul Bourgeois, astronomo belga (n. 1898)
- 11 maggio - Lorenzo Gargiulo, arcivescovo cattolico italiano (n. 1904)
- 11 maggio - Carlos Mugica, presbitero e attivista argentino (n. 1930)
- 12 maggio - Pietro Abbo, politico e partigiano italiano (n. 1884)
- 12 maggio - Giuseppe Alberti, politico italiano (n. 1902)
- 12 maggio - Tony Costa, serial killer statunitense (n. 1944)
- 12 maggio - Irene Giblin, pianista e compositrice statunitense (n. 1888)
- 12 maggio - Wayne Maki, hockeista su ghiaccio canadese (n. 1944)
- 13 maggio - Michele Basile, politico italiano (n. 1915)
- 13 maggio - Angelo Besozzi, calciatore e dirigente sportivo italiano (n. 1891)
- 13 maggio - Jaime Torres Bodet, politico e scrittore messicano (n. 1902)
- 13 maggio - Allal al-Fasi, scrittore, rivoluzionario e politico marocchino (n. 1910)
- 14 maggio - Jacob Levi Moreno, psichiatra rumeno (n. 1889)
- 14 maggio - Hipólito Lázaro, cantante lirico spagnolo (n. 1887)
- 14 maggio - Bruno Mozzambani, calciatore italiano (n. 1923)
- 14 maggio - Antonio Rivarola, calciatore argentino (n. 1908)
- 15 maggio - Paul Gonsalves, musicista statunitense (n. 1920)
- 15 maggio - Guy Simonds, generale canadese (n. 1903)
- 15 maggio - Boris Izrailevič Volček, regista sovietico (n. 1905)
- 16 maggio - Domenico Fazio, militare italiano (n. 1921)
- 17 maggio - Charles Braswell, attore statunitense (n. 1924)
- 17 maggio - Donald DeFreeze, terrorista e criminale statunitense (n. 1943)
- 17 maggio - Maurice Lehmann, attore e impresario teatrale francese (n. 1895)
- 17 maggio - Patricia Soltysik, terrorista e criminale statunitense (n. 1950)
- 18 maggio - Martín Echegoyen, politico uruguaiano (n. 1891)
- 18 maggio - Tyree Glenn, trombonista e vibrafonista statunitense (n. 1912)
- 18 maggio - Manabu Koga, nuotatore giapponese (n. 1935)
- 18 maggio - Harry Ricardo, ingegnere britannico (n. 1885)
- 18 maggio - Romolo Verde, ciclista su strada italiano (n. 1895)
- 19 maggio - Alessandro Scotti, politico italiano (n. 1889)
- 20 maggio - Pierre Abraham, giornalista, saggista e critico letterario francese (n. 1892)
- 20 maggio - Jean Daniélou, teologo e cardinale francese (n. 1905)
- 20 maggio - Theodor Förster, chimico e fisico tedesco (n. 1910)
- 20 maggio - Dominique Hoàng Văn Đoàn, vescovo cattolico vietnamita (n. 1912)
- 20 maggio - Alfredo Monza, calciatore e allenatore di calcio italiano (n. 1911)
- 20 maggio - Leontine Sagan, regista cinematografica tedesca (n. 1889)
- 21 maggio - Henry des Abbayes, botanico francese (n. 1898)
- 24 maggio - Mario Bacciocchi, architetto e urbanista italiano (n. 1902)
- 24 maggio - Arthur Chickering, aracnologo e zoologo statunitense (n. 1887)
- 24 maggio - Didrik Christensen, calciatore norvegese (n. 1903)
- 24 maggio - Clyde Cowan, fisico statunitense (n. 1919)
- 24 maggio - Duke Ellington, direttore d'orchestra, compositore e pianista statunitense (n. 1899)
- 24 maggio - Konrad Frey, ginnasta tedesco (n. 1909)
- 24 maggio - Paolo Greco, giurista italiano (n. 1889)
- 24 maggio - Pard Pearce, giocatore di football americano statunitense (n. 1896)
- 25 maggio - Donald Crisp, attore, regista e sceneggiatore britannico (n. 1882)
- 25 maggio - Nicola Romeo, avvocato e politico italiano (n. 1902)
- 26 maggio - Silvio Ambrosini, politico italiano (n. 1913)
- 26 maggio - Steen Due, hockeista su prato danese (n. 1898)
- 26 maggio - Eleonora d'Asburgo-Teschen, nobildonna (n. 1886)
- 26 maggio - Kitty Gordon, attrice teatrale britannica (n. 1878)
- 26 maggio - Allan McDonald, giocatore di snooker australiano
- 26 maggio - Enrico Medi, fisico e politico italiano (n. 1911)
- 26 maggio - Silvio Moser, pilota automobilistico svizzero (n. 1941)
- 26 maggio - Willy Sundblad, calciatore norvegese (n. 1917)
- 28 maggio - Matthew Frew, aviatore britannico (n. 1895)
- 28 maggio - Francesco Fausto Nitti, antifascista e partigiano italiano (n. 1899)
- 29 maggio - Seton I. Miller, sceneggiatore e produttore cinematografico statunitense (n. 1902)
- 29 maggio - Gérard Walter, storico francese (n. 1896)
- 30 maggio - Giancarlo Esposti, terrorista italiano (n. 1949)
- 31 maggio - Harry Primrose, VI conte di Rosebery, politico britannico (n. 1882)
- 31 maggio - Gabriel Scognamillo, scenografo italiano (n. 1906)
- 31 maggio - Thomas Bertram Lonsdale Webster, grecista britannico (n. 1905)

## Giugno(81)
- 1º giugno - Jean Van Buggenhout, dirigente sportivo e pistard belga (n. 1905)
- 2 giugno - Hiroshi Kazato, pilota automobilistico giapponese (n. 1949)
- 2 giugno - Tom Kristensen, scrittore danese (n. 1893)
- 3 giugno - Messali Hajj, politico algerino (n. 1898)
- 3 giugno - Rašid Nežmetdinov, scacchista e damista sovietico (n. 1912)
- 3 giugno - Joseph Werbrouck, pistard belga (n. 1882)
- 4 giugno - Giuseppe Marzari, attore teatrale, comico e umorista italiano (n. 1900)
- 4 giugno - Angelo Scala, partigiano italiano (n. 1908)
- 5 giugno - Emanuele Ferraris, politico italiano (n. 1883)
- 5 giugno - José Jaspe, attore spagnolo (n. 1906)
- 5 giugno - Ettore Troilo, patriota, prefetto e antifascista italiano (n. 1898)
- 6 giugno - Melville Marks Robinson, giornalista e dirigente sportivo canadese (n. 1888)
- 6 giugno - Blanche Yurka, attrice statunitense (n. 1887)
- 8 giugno - Giorgio De Santillana, fisico, storico della scienza e storico della filosofia italiano (n. 1902)
- 8 giugno - Anfilogino Guarisi, calciatore brasiliano (n. 1905)
- 8 giugno - Rodolfo Lipizer, violinista, compositore e direttore d'orchestra italiano (n. 1895)
- 9 giugno - Lina Arpesani, scultrice e pittrice italiana (n. 1888)
- 9 giugno - Miguel Ángel Asturias, scrittore, poeta e drammaturgo guatemalteco (n. 1899)
- 9 giugno - Katharine Cornell, attrice teatrale e scrittrice statunitense (n. 1893)
- 9 giugno - Piero Nardi, italianista e critico letterario italiano (n. 1891)
- 9 giugno - Pierre Pellizza, tennista francese (n. 1917)
- 9 giugno - Carlo Pisacane, attore italiano (n. 1889)
- 10 giugno - Lewis R. Foster, regista e sceneggiatore statunitense (n. 1898)
- 10 giugno - Henry, duca di Gloucester, nobile britannico (n. 1900)
- 11 giugno - Eurico Gaspar Dutra, generale e politico brasiliano (n. 1883)
- 11 giugno - Julius Evola, filosofo, pittore e poeta italiano (n. 1898)
- 12 giugno - André Marie, politico francese (n. 1897)
- 12 giugno - Felix Schwalbe, generale tedesco (n. 1892)
- 13 giugno - Karl Schnieke, calciatore tedesco orientale (n. 1919)
- 13 giugno - Ernesto Vidal, calciatore uruguaiano (n. 1921)
- 14 giugno - Eddy Brown, violinista e insegnante statunitense (n. 1895)
- 14 giugno - Ada Bruges, cantante italiana (n. 1897)
- 14 giugno - Michele De Capua, politico italiano (n. 1913)
- 14 giugno - Sibyl Mary Hathaway, britannica (n. 1884)
- 14 giugno - Knud Jeppesen, musicologo danese (n. 1892)
- 14 giugno - Gabriel Thorstensen, ginnasta norvegese (n. 1888)
- 15 giugno - Giuseppe Faravelli, avvocato, giornalista e politico italiano (n. 1896)
- 15 giugno - Carlo Fortunato Rosti, pittore e avvocato italiano (n. 1885)
- 15 giugno - Adolf Sinzinger, generale austriaco (n. 1891)
- 16 giugno - Mauritz Hugo, attore svedese (n. 1909)
- 17 giugno - Pamela Britton, attrice statunitense (n. 1923)
- 17 giugno - Pauline Carton, attrice francese (n. 1884)
- 17 giugno - Albert Casteleyns, pallanuotista e bobbista belga (n. 1917)
- 17 giugno - Rabbe Enckell, poeta, scrittore e drammaturgo finlandese (n. 1903)
- 17 giugno - Charles Keightley, militare britannico (n. 1901)
- 17 giugno - Joseph Lê Văn Ấn, vescovo cattolico vietnamita (n. 1916)
- 17 giugno - Yadavindra Singh, principe, politico e diplomatico indiano (n. 1913)
- 18 giugno - George Kelly, commediografo, sceneggiatore e regista teatrale statunitense (n. 1887)
- 18 giugno - Júlio César de Melo e Sousa, scrittore e matematico brasiliano (n. 1895)
- 18 giugno - George Parker, marciatore australiano (n. 1897)
- 18 giugno - Georgij Konstantinovič Žukov, generale e politico sovietico (n. 1896)
- 19 giugno - Alfred Mirsky, biologo statunitense (n. 1900)
- 19 giugno - Mario Rabaglio, calciatore italiano (n. 1900)
- 19 giugno - Jean Wahl, filosofo francese (n. 1888)
- 20 giugno - Georges De Spae, calciatore belga (n. 1900)
- 20 giugno - Marc Pincherle, musicologo francese (n. 1888)
- 21 giugno - Ettore Lapadula, medico e critico d'arte italiano (n. 1919)
- 22 giugno - Karl Holmström, saltatore con gli sci svedese (n. 1925)
- 22 giugno - Darius Milhaud, compositore francese (n. 1892)
- 23 giugno - Plinio Marconi, architetto, ingegnere e urbanista italiano (n. 1893)
- 23 giugno - Carlo Zinato, vescovo cattolico italiano (n. 1890)
- 24 giugno - Ferruccio Pergolesi, giurista italiano (n. 1899)
- 25 giugno - Renato Cattaneo, calciatore e allenatore di calcio italiano (n. 1903)
- 25 giugno - Cornelius Lanczos, matematico e fisico ungherese (n. 1893)
- 25 giugno - Francesco Pennisi, vescovo cattolico italiano (n. 1898)
- 26 giugno - Gheorghe Albu, allenatore di calcio e calciatore rumeno (n. 1909)
- 26 giugno - Lorenzo Favero, pittore, docente e critico d'arte italiano (n. 1911)
- 27 giugno - Tony Cargnelli, allenatore di calcio e calciatore austriaco (n. 1889)
- 27 giugno - Federico Marconcini, politico e economista italiano (n. 1884)
- 28 giugno - Mario Ferrari, attore e doppiatore italiano (n. 1894)
- 28 giugno - Francesco Rizzi, ingegnere e generale italiano (n. 1899)
- 28 giugno - Giacomo Vender, presbitero, militare e partigiano italiano (n. 1909)
- 29 giugno - William Coltman, militare britannico (n. 1891)
- 29 giugno - José Maria Ferreira de Castro, scrittore portoghese (n. 1898)
- 29 giugno - Luciano De Feo, critico cinematografico italiano (n. 1894)
- 30 giugno - Vannevar Bush, ingegnere statunitense (n. 1890)
- 30 giugno - Pierre Chantraine, linguista e grecista francese (n. 1899)
- 30 giugno - Hans Haferkamp, calciatore tedesco (n. 1921)
- 30 giugno - Eddie Johnson, pilota automobilistico statunitense (n. 1919)
- 30 giugno - Cyril Mackworth-Praed, tiratore a segno britannico (n. 1891)
- 30 giugno - Roger Staub, sciatore alpino e hockeista su ghiaccio svizzero (n. 1936)

## Luglio(87)
- 1º luglio - Juan Domingo Perón, generale e politico argentino (n. 1895)
- 1º luglio - Albert F. Shields, ingegnere statunitense (n. 1908)
- 1º luglio - Kick Smit, calciatore olandese (n. 1911)
- 3 luglio - Marcel Desrousseaux, allenatore di calcio e calciatore francese (n. 1907)
- 3 luglio - Alf Johansen, calciatore norvegese (n. 1903)
- 3 luglio - Sergej Alekseevič Lebedev, ingegnere sovietico (n. 1902)
- 3 luglio - John Crowe Ransom, poeta statunitense (n. 1888)
- 3 luglio - José Vidal, calciatore uruguaiano (n. 1896)
- 4 luglio - Ladislav Fouček, pistard cecoslovacco (n. 1930)
- 4 luglio - Georgette Heyer, scrittrice inglese (n. 1902)
- 4 luglio - Gaston Mercier, canottiere francese (n. 1932)
- 4 luglio - Bernhard Ueberschär, generale tedesco (n. 1898)
- 4 luglio - Gaetano Ventimiglia, direttore della fotografia e calciatore italiano (n. 1888)
- 4 luglio - Amin al-Husseini, politico palestinese (n. 1897)
- 5 luglio - Henri Grob, scacchista svizzero (n. 1904)
- 6 luglio - Francis Blanche, attore e comico francese (n. 1921)
- 6 luglio - Paolo Alfonso Farinet, politico italiano (n. 1893)
- 6 luglio - Lothar Hermann, superstite dell'Olocausto tedesco (n. 1901)
- 6 luglio - Aladár Paasonen, militare finlandese (n. 1898)
- 7 luglio - Aleksandr Jakovlevič Bereznjak, ingegnere sovietico (n. 1912)
- 7 luglio - Joachim Brendel, aviatore tedesco (n. 1921)
- 7 luglio - Nancy Newhall, scrittrice statunitense (n. 1908)
- 7 luglio - Otto Reinfeldt-Reinlo, calciatore estone (n. 1899)
- 7 luglio - Leon Shamroy, direttore della fotografia statunitense (n. 1901)
- 8 luglio - Pietro Campilli, politico italiano (n. 1891)
- 8 luglio - Willy Eisenschitz, pittore francese (n. 1889)
- 8 luglio - Josef Kratochvíl, allenatore di calcio e calciatore cecoslovacco (n. 1905)
- 9 luglio - Jim Bausch, multiplista statunitense (n. 1906)
- 9 luglio - Mario Chiodi, calciatore italiano (n. 1896)
- 9 luglio - Sonia Gaskell, ballerina, coreografa e direttrice artistica lituana (n. 1904)
- 9 luglio - Leota Lorraine, attrice statunitense (n. 1899)
- 9 luglio - Georges Ribemont-Dessaignes, scrittore e pittore francese (n. 1884)
- 9 luglio - Earl Warren, giurista e politico statunitense (n. 1891)
- 10 luglio - Tommy Glidden, calciatore inglese (n. 1902)
- 10 luglio - João Jurado, calciatore portoghese (n. 1906)
- 11 luglio - Pär Fabian Lagerkvist, scrittore, poeta e drammaturgo svedese (n. 1891)
- 11 luglio - Massimiliano Zandali, calciatore italiano (n. 1917)
- 12 luglio - Jurij Pavlovič Annenkov, pittore russo (n. 1890)
- 12 luglio - Kurt Caesar, giornalista, fumettista e illustratore tedesco (n. 1908)
- 12 luglio - Sonja Ludvigsen, politica norvegese (n. 1928)
- 12 luglio - Karl Sesta, allenatore di calcio e calciatore austriaco (n. 1906)
- 12 luglio - Pier Angelo Soldini, giornalista, scrittore e critico letterario italiano (n. 1910)
- 13 luglio - Patrick Maynard Stuart Blackett, fisico britannico (n. 1897)
- 13 luglio - Antonietta Capelli, psichiatra e mistica italiana (n. 1896)
- 13 luglio - Cristiano di Schaumburg-Lippe, principe tedesco (n. 1898)
- 13 luglio - Emil Kutterer, calciatore tedesco (n. 1898)
- 13 luglio - Marthe Vinot, attrice francese (n. 1894)
- 13 luglio - Adolf Lukas Vischer, medico svizzero (n. 1884)
- 14 luglio - Tokuzō Akiyama, cuoco giapponese (n. 1888)
- 14 luglio - Marcelle Choisnet, aviatrice francese (n. 1914)
- 14 luglio - Giuseppe Ippoliti, carabiniere italiano (n. 1899)
- 14 luglio - Carl Andrew Spaatz, generale e aviatore statunitense (n. 1891)
- 14 luglio - Luigi Tirelli, agronomo italiano (n. 1894)
- 15 luglio - Ignác Amsel, calciatore ungherese (n. 1899)
- 15 luglio - Erik Charell, regista, sceneggiatore e attore tedesco (n. 1894)
- 15 luglio - Christine Chubbuck, giornalista e conduttrice televisiva statunitense (n. 1944)
- 16 luglio - Alfredo Chighine, pittore e scultore italiano (n. 1914)
- 17 luglio - Chet Brandenburg, attore statunitense (n. 1897)
- 17 luglio - Dizzy Dean, giocatore di baseball statunitense (n. 1910)
- 17 luglio - Gigi Ghirotti, giornalista e scrittore italiano (n. 1920)
- 18 luglio - Miron Constantinescu, sociologo, storico e politico romeno (n. 1917)
- 18 luglio - Christian Dell, designer tedesco (n. 1893)
- 19 luglio - Joe Flynn, attore e doppiatore statunitense (n. 1924)
- 19 luglio - Stefano Magaddino, mafioso italiano (n. 1891)
- 19 luglio - Ernő Schwarz, calciatore, allenatore di calcio e dirigente sportivo ungherese (n. 1904)
- 20 luglio - Allen Jenkins, attore statunitense (n. 1900)
- 21 luglio - Adolf Leo Oppenheim, assiriologo austriaco (n. 1904)
- 22 luglio - Mary Forbes, attrice britannica (n. 1883)
- 22 luglio - Edna Lewis Thomas, attrice teatrale statunitense (n. 1885)
- 23 luglio - Peter Wang Kei Lei, vescovo cattolico cinese (n. 1922)
- 24 luglio - James Chadwick, fisico britannico (n. 1891)
- 25 luglio - Theodor Brinek, allenatore di calcio e calciatore austriaco (n. 1898)
- 25 luglio - Ignazio Cazzaniga, filologo classico e latinista italiano (n. 1911)
- 25 luglio - Giancarlo Chiono, tiratore a volo italiano (n. 1936)
- 27 luglio - Benigno Carrara, vescovo cattolico italiano (n. 1888)
- 27 luglio - Eric Mervyn Lindsay, astronomo britannico (n. 1889)
- 27 luglio - Lightnin' Slim, cantautore e chitarrista statunitense (n. 1913)
- 28 luglio - María Raquel Adler, poetessa e mistica argentina
- 28 luglio - María Martínez Sierra, scrittrice, drammaturga e traduttrice spagnola (n. 1874)
- 28 luglio - Don McCafferty, giocatore di football americano e allenatore di football americano statunitense (n. 1921)
- 29 luglio - Cass Elliot, cantante statunitense (n. 1941)
- 29 luglio - Vittorio Cramer, conduttore radiofonico, doppiatore e attore italiano (n. 1907)
- 29 luglio - Philip Filleul, canottiere britannico (n. 1885)
- 29 luglio - Georges Janin, calciatore francese (n. 1912)
- 29 luglio - Erich Kästner, scrittore, giornalista e critico teatrale tedesco (n. 1899)
- 31 luglio - Raymond Aloysius Lane, vescovo cattolico e missionario statunitense (n. 1894)
- 31 luglio - Ragnar Wicksell, calciatore svedese (n. 1892)

## Agosto(85)
- 1º agosto - Ildebrando Antoniutti, cardinale e arcivescovo cattolico italiano (n. 1898)
- 2 agosto - Ralph Saint-Germain, hockeista su ghiaccio canadese (n. 1904)
- 3 agosto - Edna Murphy, attrice statunitense (n. 1899)
- 3 agosto - Almira Sessions, attrice statunitense (n. 1888)
- 4 agosto - Cesare Angelini, politico e sindacalista italiano (n. 1901)
- 4 agosto - Silver Sirotti, funzionario italiano (n. 1949)
- 5 agosto - Ed Hart, calciatore statunitense (n. 1903)
- 6 agosto - Gene Ammons, sassofonista statunitense (n. 1925)
- 6 agosto - Karl Kõiv, sollevatore estone (n. 1894)
- 6 agosto - Nicola Fausto Neroni, regista, sceneggiatore e direttore del doppiaggio italiano (n. 1896)
- 7 agosto - Virginia Apgar, pediatra statunitense (n. 1909)
- 7 agosto - Rosario Castellanos, poetessa, scrittrice e diplomatica messicana (n. 1925)
- 7 agosto - Richard Corts, velocista tedesco (n. 1905)
- 7 agosto - Bill Garrett, cestista e allenatore di pallacanestro statunitense (n. 1929)
- 8 agosto - Elisabeth Abegg, pedagogista tedesca (n. 1882)
- 8 agosto - Baldur von Schirach, politico e militare tedesco (n. 1907)
- 9 agosto - Else Alfelt, pittrice danese (n. 1910)
- 9 agosto - Mildred Couper, compositrice e pianista statunitense (n. 1887)
- 9 agosto - Carlo Alberto Viterbo, avvocato, giornalista e saggista italiano (n. 1889)
- 10 agosto - Wallace Reed Brode, chimico statunitense (n. 1900)
- 10 agosto - Carlo Campogalliani, regista e attore italiano (n. 1885)
- 10 agosto - José Miró Cardona, diplomatico e politico cubano (n. 1902)
- 10 agosto - Frei Tito, religioso brasiliano (n. 1945)
- 10 agosto - Antonio Momplet, regista e sceneggiatore spagnolo (n. 1899)
- 10 agosto - Albert Parker, regista, sceneggiatore e attore statunitense (n. 1885)
- 10 agosto - Danny Trainor, calciatore nordirlandese (n. 1944)
- 11 agosto - Compton Bennett, regista britannico (n. 1900)
- 11 agosto - Fusako Kitashirakawa, principessa giapponese (n. 1890)
- 11 agosto - Jan Tschichold, tipografo, scrittore e designer tedesco (n. 1902)
- 12 agosto - Adrien-Joseph Larribeau, vescovo cattolico e missionario francese (n. 1883)
- 12 agosto - Harry Larsen, canottiere danese (n. 1915)
- 12 agosto - Giuseppe Paolo Vitrotti, direttore della fotografia italiano (n. 1890)
- 13 agosto - Anselm Ahlfors, lottatore finlandese (n. 1897)
- 13 agosto - Tina Brooks, sassofonista e compositore statunitense (n. 1932)
- 13 agosto - Luigi Candoni, drammaturgo e scrittore italiano (n. 1921)
- 13 agosto - Ernst Forsthoff, giurista tedesco (n. 1902)
- 13 agosto - Kate O'Brien, scrittrice e drammaturga irlandese (n. 1897)
- 14 agosto - Raúl González Tuñón, poeta argentino (n. 1905)
- 14 agosto - Fioravante Seibezzi, pittore italiano (n. 1906)
- 15 agosto - Otto Braun, politico, scrittore e militare tedesco (n. 1900)
- 15 agosto - Edmund Cobb, attore statunitense (n. 1892)
- 15 agosto - Clay Shaw, imprenditore, agente segreto e militare statunitense (n. 1913)
- 15 agosto - Magda Sonja, attrice austriaca (n. 1886)
- 15 agosto - Jacques Yonnet, scrittore e poeta francese (n. 1915)
- 16 agosto - Canhoteiro, calciatore brasiliano (n. 1932)
- 17 agosto - Aldo Palazzeschi, scrittore e poeta italiano (n. 1885)
- 17 agosto - Albe Steiner, grafico e partigiano italiano (n. 1913)
- 18 agosto - Laura Clifford Barney, scrittrice, insegnante e filantropa statunitense (n. 1879)
- 18 agosto - Vincenzo Salvadore, ingegnere e politico italiano (n. 1891)
- 19 agosto - Anna Arena, attrice italiana (n. 1919)
- 19 agosto - Fernando Cerchio, regista, sceneggiatore e montatore italiano (n. 1914)
- 19 agosto - Wifredo Ricart, ingegnere spagnolo (n. 1897)
- 20 agosto - Alisa Georgievna Koonen, attrice teatrale russa (n. 1889)
- 20 agosto - Ilona Massey, attrice ungherese (n. 1910)
- 21 agosto - Fernando Bello, calciatore argentino (n. 1910)
- 21 agosto - Kirpal Singh, mistico indiano (n. 1894)
- 22 agosto - Jacob Bronowski, matematico, biologo e scrittore polacco (n. 1908)
- 22 agosto - Giacomo Ferrari, politico italiano (n. 1887)
- 22 agosto - Sverre Hansen, calciatore norvegese (n. 1913)
- 22 agosto - Eugeniusz Kwiatkowski, politico e economista polacco (n. 1888)
- 22 agosto - Keith Wegeman, saltatore con gli sci statunitense (n. 1929)
- 23 agosto - Roberto Assagioli, psichiatra e teosofo italiano (n. 1888)
- 23 agosto - Renato Bodini, calciatore e allenatore di calcio italiano (n. 1909)
- 23 agosto - Kees van der Tuijn, calciatore olandese (n. 1924)
- 24 agosto - Aleksandr Nilolaevič Prokof'ev-Severskij, aviatore e progettista russo (n. 1894)
- 25 agosto - Blanche Amblard, tennista francese (n. 1896)
- 25 agosto - Luigi Carmagnola, sindacalista e politico italiano (n. 1895)
- 25 agosto - Caberto Conelli, pilota automobilistico e aviatore italiano (n. 1889)
- 25 agosto - Virgilio Polara, fisico italiano (n. 1887)
- 26 agosto - Antonio Bodrito, politico e dirigente d'azienda italiano (n. 1933)
- 26 agosto - Junio Valerio Borghese, militare, politico e nobile italiano (n. 1906)
- 26 agosto - Arthur Dietzsch, militare tedesco (n. 1901)
- 26 agosto - Charles Lindbergh, aviatore statunitense (n. 1902)
- 26 agosto - Ed Sampson, hockeista su ghiaccio statunitense (n. 1921)
- 27 agosto - Amilcare Pizzi, tipografo, editore e calciatore italiano (n. 1891)
- 27 agosto - Otto Strasser, politico tedesco (n. 1897)
- 27 agosto - Tian Fang, attore cinese (n. 1911)
- 27 agosto - Robert Wilder, romanziere, drammaturgo e sceneggiatore statunitense (n. 1901)
- 29 agosto - János Gyarmati, allenatore di calcio e calciatore ungherese (n. 1910)
- 29 agosto - George Ernest Wright, biblista, archeologo e pastore protestante statunitense (n. 1909)
- 30 agosto - Kenneth Anderson, scrittore indiano (n. 1910)
- 31 agosto - Olinto Cremaschi, politico e partigiano italiano (n. 1899)
- 31 agosto - Norman Kirk, politico neozelandese (n. 1923)
- 31 agosto - Gianna Manzini, scrittrice italiana (n. 1896)
- 31 agosto - Ali bin Abdullah al-Thani, sovrano qatariota (n. 1895)

## Settembre(96)
- 1º settembre - Einar Friis Baastad, calciatore norvegese (n. 1890)
- 1º settembre - Angelo Maria Crepet, pittore e docente italiano (n. 1885)
- 1º settembre - John Shelley, politico statunitense (n. 1905)
- 1º settembre - Corrado Zambelli, basso italiano (n. 1897)
- 2 settembre - Maureen Gardner, ostacolista britannica (n. 1928)
- 2 settembre - Robert Minton, bobbista statunitense (n. 1904)
- 2 settembre - Konstantin Raudive, romanziere e filosofo lettone (n. 1909)
- 3 settembre - Sydney Battersby, nuotatore britannico (n. 1887)
- 3 settembre - Paul André Doyen, generale francese (n. 1881)
- 3 settembre - Fausto Gullo, politico italiano (n. 1887)
- 3 settembre - James McCrae, allenatore di calcio e calciatore scozzese (n. 1894)
- 3 settembre - Harry Partch, compositore statunitense (n. 1901)
- 3 settembre - Paul Wescher, storico dell'arte tedesco (n. 1896)
- 4 settembre - Creighton Abrams, generale statunitense (n. 1914)
- 4 settembre - Marcel Achard, scrittore e drammaturgo francese (n. 1899)
- 4 settembre - Lucio Venna, pittore italiano (n. 1897)
- 5 settembre - Leo Santifaller, storico austriaco (n. 1890)
- 6 settembre - Olga Baclanova, attrice russa (n. 1893)
- 6 settembre - Michael Benthall, regista e direttore artistico britannico (n. 1919)
- 6 settembre - Otto Kruger, attore statunitense (n. 1885)
- 6 settembre - Silvano Mari, calciatore italiano (n. 1929)
- 6 settembre - Peppino De Luca, trombonista, direttore d'orchestra e compositore italiano (n. 1936)
- 7 settembre - Juan Antonio Ipiña, calciatore e allenatore di calcio spagnolo (n. 1912)
- 7 settembre - František Králík, pallamanista cecoslovacco (n. 1942)
- 7 settembre - Gualtieri di San Lazzaro, scrittore e editore italiano (n. 1904)
- 7 settembre - Antonio Sciotti, fumettista italiano (n. 1924)
- 8 settembre - Vratislav Čech, calciatore cecoslovacco (n. 1912)
- 8 settembre - Per Holm, calciatore norvegese (n. 1899)
- 8 settembre - James Swinnerton, fumettista e pittore statunitense (n. 1875)
- 8 settembre - Wolfgang Windgassen, tenore tedesco (n. 1914)
- 9 settembre - Amedeo Fani, politico, avvocato e pubblicista italiano (n. 1891)
- 9 settembre - Gallo Galli, filosofo italiano (n. 1889)
- 9 settembre - Pasquale Galliano Magno, avvocato italiano (n. 1896)
- 9 settembre - Edgard Leite, pallanuotista brasiliano (n. 1889)
- 9 settembre - Billie Nelson, pilota motociclistico britannico (n. 1941)
- 10 settembre - Bruno Finzi, ingegnere, matematico e fisico italiano (n. 1899)
- 11 settembre - Katherine Stewart MacPhail, chirurga scozzese (n. 1887)
- 11 settembre - Angelo Miceli, imprenditore e dirigente sportivo italiano (n. 1910)
- 11 settembre - Pierino Piacco, ciclista su strada italiano (n. 1895)
- 11 settembre - René Spitz, medico, psicologo e psicoanalista austriaco (n. 1887)
- 12 settembre - Nikita Aleksandrovič Romanov, principe russo (n. 1900)
- 13 settembre - Leone Lodi, scultore e pittore italiano (n. 1900)
- 13 settembre - Mary Broadfoot Walker, medico scozzese (n. 1888)
- 14 settembre - Barbara Jo Allen, attrice statunitense (n. 1906)
- 14 settembre - Regina Cassolo Bracchi, scultrice italiana (n. 1894)
- 14 settembre - Agostino Novella, operaio, sindacalista e politico italiano (n. 1905)
- 14 settembre - Janko Rodin, calciatore jugoslavo (n. 1900)
- 15 settembre - Ikuma Arishima, pittore giapponese (n. 1882)
- 15 settembre - Mario Crosta, imprenditore e dirigente d'azienda italiano (n. 1897)
- 15 settembre - Luis Alberto del Paranà, cantautore e compositore paraguaiano (n. 1926)
- 16 settembre - Phog Allen, allenatore di pallacanestro statunitense (n. 1885)
- 16 settembre - Giuseppe Vismara, imprenditore, banchiere e filantropo italiano (n. 1888)
- 17 settembre - André Dunoyer de Segonzac, pittore, incisore e illustratore francese (n. 1884)
- 17 settembre - Alina Ferdinandy, scultrice e saggista slovacca (n. 1926)
- 18 settembre - Harry Beck, disegnatore britannico (n. 1902)
- 18 settembre - Edna Best, attrice britannica (n. 1900)
- 18 settembre - Hideo Saito, violoncellista e direttore d'orchestra giapponese (n. 1902)
- 18 settembre - Mohammed bin Hamad Al Sharqi, sovrano emiratino
- 19 settembre - Harry Austryn Wolfson, storico della filosofia, ebraista e docente statunitense (n. 1887)
- 19 settembre - Ignacio de la Vega, cestista messicano (n. 1914)
- 20 settembre - José Mojica, francescano, attore e tenore messicano (n. 1895)
- 21 settembre - Rino Albertarelli, illustratore e fumettista italiano (n. 1908)
- 21 settembre - Walter Brennan, attore statunitense (n. 1894)
- 21 settembre - Ivan Bučko, arcivescovo cattolico ucraino (n. 1891)
- 21 settembre - Jessica Daves, editrice statunitense (n. 1898)
- 21 settembre - Sigurður Nordal, scrittore e poeta islandese (n. 1886)
- 21 settembre - Paul Robinson, fumettista statunitense (n. 1898)
- 21 settembre - Jacqueline Susann, scrittrice e attrice statunitense (n. 1918)
- 21 settembre - Kajirō Yamamoto, regista, sceneggiatore e attore giapponese (n. 1902)
- 22 settembre - Anselmo Ballester, pittore e illustratore italiano (n. 1897)
- 22 settembre - Paul Jaray, designer austriaco (n. 1889)
- 22 settembre - Kenneth Myers, canottiere statunitense (n. 1896)
- 22 settembre - Winfried Otto Schumann, fisico tedesco (n. 1888)
- 22 settembre - George Spahn, allevatore statunitense (n. 1889)
- 23 settembre - Gioacchino Alemagna, pasticciere e imprenditore italiano (n. 1892)
- 23 settembre - Cliff Arquette, attore, comico e personaggio televisivo statunitense (n. 1905)
- 23 settembre - Francesco Fransoni, diplomatico italiano (n. 1886)
- 23 settembre - Jayachamaraja Wodeyar, principe indiano (n. 1919)
- 23 settembre - Emanuele Messineo, militare italiano (n. 1949)
- 23 settembre - Gerhard Nebel, scrittore, filologo classico e saggista tedesco (n. 1903)
- 24 settembre - Giustina Abbà, partigiana, antifascista e operaia italiana (n. 1903)
- 24 settembre - Friedrich von Broich, generale tedesco (n. 1896)
- 24 settembre - Salvatore Cottoni, politico e avvocato italiano (n. 1914)
- 25 settembre - Nicolai Poliakoff, artista e circense russo (n. 1900)
- 26 settembre - Charles Green, esploratore britannico (n. 1888)
- 27 settembre - André Ambroise, cestista francese (n. 1913)
- 27 settembre - Gunnar Olsson, calciatore svedese (n. 1908)
- 27 settembre - Sigurd Rasmussen, calciatore norvegese (n. 1892)
- 27 settembre - Wilhelm Zander, militare tedesco (n. 1911)
- 28 settembre - Arnold Fanck, regista, sceneggiatore e produttore cinematografico tedesco (n. 1889)
- 28 settembre - James R. Webb, sceneggiatore e scrittore statunitense (n. 1909)
- 29 settembre - Vittorio Cristini, calciatore italiano (n. 1928)
- 29 settembre - Frank Howes, critico musicale britannico (n. 1891)
- 29 settembre - Helen Schnabel, pianista e docente statunitense (n. 1911)
- 29 settembre - Ruby Pickens Tartt, antropologa e scrittrice statunitense (n. 1880)
- 30 settembre - Carlos Prats, generale e politico cileno (n. 1915)

## Ottobre(105)
- 1º ottobre - André Birabeau, commediografo e scrittore francese (n. 1890)
- 1º ottobre - Ralph Bishop, cestista e allenatore di pallacanestro statunitense (n. 1915)
- 1º ottobre - Spyridōn Marinatos, archeologo greco (n. 1901)
- 2 ottobre - Nurul Amin, politico pakistano (n. 1893)
- 2 ottobre - Antonio Guarasci, politico italiano (n. 1918)
- 2 ottobre - Angelo Mazzola, compositore e chitarrista italiano (n. 1887)
- 2 ottobre - Vasilij Makarovič Šukšin, attore, regista e scrittore sovietico (n. 1929)
- 3 ottobre - Alessandro Bagnato, scrittore, poeta e storico italiano (n. 1890)
- 3 ottobre - Ina Seidel, poetessa e scrittrice tedesca (n. 1885)
- 4 ottobre - Anne Sexton, scrittrice e poetessa statunitense (n. 1928)
- 4 ottobre - Robert Lee Moore, matematico statunitense (n. 1882)
- 5 ottobre - Alexandre Derevitsky, compositore e direttore d'orchestra italiano (n. 1909)
- 5 ottobre - Richard Küchen, ingegnere, progettista e imprenditore tedesco (n. 1898)
- 5 ottobre - Virgil Miller, direttore della fotografia e effettista statunitense (n. 1887)
- 5 ottobre - Zalman Shazar, politico, scrittore e poeta bielorusso (n. 1889)
- 6 ottobre - Sandro Dalla Libera, organista, compositore e musicologo italiano (n. 1912)
- 6 ottobre - Helmuth Koinigg, pilota automobilistico austriaco (n. 1948)
- 6 ottobre - Guglielmo Pelizzo, politico italiano (n. 1904)
- 6 ottobre - Ebe Stignani, mezzosoprano italiano (n. 1903)
- 7 ottobre - René Dary, attore e produttore cinematografico francese (n. 1905)
- 7 ottobre - Giampietro Dore, giornalista italiano (n. 1899)
- 8 ottobre - Baccio Maria Bacci, pittore italiano (n. 1888)
- 8 ottobre - Gabriele Bianchi, compositore italiano (n. 1901)
- 8 ottobre - Harry Carney, sassofonista e clarinettista statunitense (n. 1910)
- 8 ottobre - Paul Gray Hoffman, imprenditore statunitense (n. 1891)
- 8 ottobre - Maria Nallino, arabista italiana (n. 1908)
- 9 ottobre - Pere Bosch-Gimpera, archeologo, antropologo e filologo spagnolo (n. 1891)
- 9 ottobre - Guy Clarkson, hockeista su ghiaccio britannico (n. 1891)
- 9 ottobre - Oskar Schindler, imprenditore e filantropo tedesco (n. 1908)
- 10 ottobre - Marie Luise Kaschnitz, scrittrice, poetessa e saggista tedesca (n. 1901)
- 10 ottobre - Athīna Livanou, inglese (n. 1929)
- 10 ottobre - Giacomo Ottolenghi, politico italiano (n. 1906)
- 10 ottobre - Ljudmila Michajlovna Pavličenko, militare sovietica (n. 1916)
- 11 ottobre - Giorgio Bardanzellu, ufficiale, avvocato e politico italiano (n. 1888)
- 11 ottobre - Friedrich Golling, schermidore austriaco (n. 1883)
- 12 ottobre - Pink Anderson, cantante e chitarrista statunitense (n. 1900)
- 12 ottobre - Åke Falck, regista e attore svedese (n. 1925)
- 13 ottobre - Piero Bernardini, pittore e illustratore italiano (n. 1891)
- 13 ottobre - Anatolij Kožemjakin, calciatore sovietico (n. 1953)
- 13 ottobre - Josef Krips, direttore d'orchestra e violinista austriaco (n. 1902)
- 13 ottobre - P. Schuyler Miller, autore di fantascienza statunitense (n. 1912)
- 13 ottobre - Hinrich Möller, generale tedesco (n. 1906)
- 13 ottobre - Sam Rice, giocatore di baseball statunitense (n. 1890)
- 13 ottobre - Wojciech Rubinowicz, fisico polacco (n. 1889)
- 13 ottobre - Ed Sullivan, conduttore televisivo, showman e giornalista statunitense (n. 1901)
- 14 ottobre - Fernando Bonatti, ginnasta italiano (n. 1894)
- 14 ottobre - Səttar Bəhlulzadə, pittore azero (n. 1909)
- 14 ottobre - Valeriano Cobbe, religioso, presbitero e missionario italiano (n. 1932)
- 15 ottobre - Jan Everse, calciatore olandese (n. 1922)
- 15 ottobre - Felice Maritano, carabiniere italiano (n. 1919)
- 15 ottobre - Lúcio Soares, calciatore portoghese (n. 1934)
- 16 ottobre - Calisto Calisti, attore italiano (n. 1925)
- 16 ottobre - Duke Cumberland, cestista statunitense (n. 1915)
- 16 ottobre - Vlasta Děkanová, ginnasta cecoslovacca (n. 1909)
- 17 ottobre - Tomotaka Tasaka, regista giapponese (n. 1902)
- 18 ottobre - José da Conceição, altista e velocista brasiliano (n. 1931)
- 18 ottobre - Gian Maria Ghidini, entomologo, speleologo e erpetologo italiano (n. 1911)
- 18 ottobre - Mario Tadini Buoninsegni, politico italiano (n. 1889)
- 19 ottobre - Igino Balducci, poeta e scrittore italiano (n. 1891)
- 19 ottobre - Nur Ali Elahi, musicista, filosofo e giurista iraniano (n. 1895)
- 19 ottobre - Varaztad Kazanjian, dentista statunitense (n. 1879)
- 20 ottobre - Gori Castellani, aviatore e militare italiano (n. 1902)
- 20 ottobre - Woody Grimshaw, cestista e allenatore di pallacanestro statunitense (n. 1919)
- 20 ottobre - Vilho Pekkala, lottatore finlandese (n. 1898)
- 21 ottobre - Donald Goines, scrittore statunitense (n. 1936)
- 21 ottobre - Ilario Margarita, operaio e anarchico italiano (n. 1887)
- 21 ottobre - Federico Sal y Rosas, psichiatra peruviano (n. 1900)
- 22 ottobre - Georges Ditzler, calciatore belga (n. 1897)
- 22 ottobre - Matvey Dubrovin, regista teatrale russo (n. 1911)
- 22 ottobre - Mario Ottieri, imprenditore e politico italiano (n. 1910)
- 23 ottobre - Antonio Bernacchi, calciatore e allenatore di calcio italiano (n. 1910)
- 23 ottobre - Aleksandr Orlov, attore sovietico (n. 1889)
- 23 ottobre - Luigi Paterlini, velocista e ostacolista italiano (n. 1923)
- 23 ottobre - Egon Zill, ufficiale tedesco (n. 1906)
- 24 ottobre - Édouard Crut, calciatore francese (n. 1901)
- 24 ottobre - Ekaterina Alekseevna Furceva, politica sovietica (n. 1910)
- 24 ottobre - Francesco Augusto Masnata, poeta e commediografo italiano (n. 1882)
- 24 ottobre - David Fëdorovič Ojstrach, violinista sovietico (n. 1908)
- 24 ottobre - Salvatore Pelosi, militare italiano (n. 1906)
- 25 ottobre - Nikola Babić, calciatore jugoslavo (n. 1905)
- 25 ottobre - Ludwig Bogner, alpinista tedesco (n. 1901)
- 25 ottobre - Carl Shaeffer, cestista statunitense (n. 1924)
- 26 ottobre - Fahrettin Altay, generale e politico turco (n. 1880)
- 26 ottobre - Luigi Astore, compositore e arrangiatore italiano (n. 1906)
- 26 ottobre - Paul Frankeur, attore francese (n. 1905)
- 26 ottobre - Amedeo Rubeo, politico italiano (n. 1909)
- 27 ottobre - Rudolf Dassler, imprenditore tedesco (n. 1898)
- 27 ottobre - André Granet, architetto e imprenditore francese (n. 1881)
- 28 ottobre - Everaldo, calciatore brasiliano (n. 1944)
- 28 ottobre - David Jones, poeta e pittore britannico (n. 1895)
- 28 ottobre - Flaviano Magrassi, medico e virologo italiano (n. 1908)
- 28 ottobre - Luigi Ruggeri, politico italiano (n. 1901)
- 28 ottobre - Louis Saillant, sindacalista e partigiano francese (n. 1910)
- 29 ottobre - Axel Cadier, lottatore svedese (n. 1906)
- 29 ottobre - Luca Mantini, terrorista italiano (n. 1946)
- 29 ottobre - Jan Wyżykowski, geologo polacco (n. 1917)
- 30 ottobre - Nazzareno Allegra, allenatore di calcio e calciatore italiano (n. 1889)
- 30 ottobre - Guido Fassò, giurista e filosofo italiano (n. 1915)
- 30 ottobre - Hans Hinrich, attore, regista e doppiatore tedesco (n. 1903)
- 30 ottobre - Ernst Lothar, scrittore e regista teatrale austriaco (n. 1890)
- 30 ottobre - Giovanni March, pittore italiano (n. 1894)
- 30 ottobre - Federico Sani, arbitro di calcio italiano (n. 1893)
- 31 ottobre - Michail Čiaureli, regista cinematografico e scrittore sovietico (n. 1894)
- 31 ottobre - Eduardo Falcocchio, compositore italiano (n. 1921)
- 31 ottobre - Chubby Johnson, attore statunitense (n. 1903)

## Novembre(99)
- 1º novembre - Felice Bonomini, vescovo cattolico italiano (n. 1895)
- 1º novembre - Red Wing, attrice statunitense (n. 1873)
- 2 novembre - Richard Kroner, filosofo tedesco (n. 1884)
- 2 novembre - Kurt Leucht, lottatore tedesco (n. 1903)
- 3 novembre - Luigi Salvatorelli, storico e giornalista italiano (n. 1886)
- 4 novembre - Zeffiro Furiassi, calciatore e allenatore di calcio italiano (n. 1923)
- 4 novembre - Tivadar Kanizsa, pallanuotista ungherese (n. 1933)
- 4 novembre - Bert Patenaude, calciatore statunitense (n. 1909)
- 5 novembre - Marguerite Namara, soprano e attrice statunitense (n. 1888)
- 5 novembre - Stafford Repp, attore statunitense (n. 1918)
- 5 novembre - Francesco Sensidoni, ingegnere italiano (n. 1901)
- 5 novembre - Konstantin Shayne, attore russo (n. 1888)
- 6 novembre - Franco Antonicelli, saggista, poeta e antifascista italiano (n. 1902)
- 6 novembre - Savino Bellini, calciatore e allenatore di calcio italiano (n. 1913)
- 6 novembre - Henrique Golland Trindade, arcivescovo cattolico brasiliano (n. 1897)
- 7 novembre - Rodolfo Acosta, attore messicano (n. 1920)
- 7 novembre - Eric Robert Russell Linklater, scrittore britannico (n. 1899)
- 7 novembre - Karl Schöchlin, canottiere svizzero (n. 1894)
- 7 novembre - Helene Thimig, attrice austriaca (n. 1889)
- 8 novembre - Gabriella Conti Armellini, astronoma italiana (n. 1891)
- 8 novembre - Valentino Degani, allenatore di calcio e calciatore italiano (n. 1905)
- 8 novembre - Ivory Joe Hunter, cantante, compositore e pianista statunitense (n. 1914)
- 9 novembre - Maturino Blanchet, vescovo cattolico italiano (n. 1892)
- 9 novembre - Richard McCoy, criminale e militare statunitense (n. 1942)
- 9 novembre - Paul Tabori, giornalista, romanziere e parapsicologo ungherese (n. 1908)
- 9 novembre - Egon Wellesz, musicologo, compositore e insegnante austriaco (n. 1885)
- 10 novembre - Wolfgang Schadewaldt, filologo classico, traduttore e critico letterario tedesco (n. 1900)
- 11 novembre - Umberto Malchiodi, arcivescovo cattolico italiano (n. 1889)
- 11 novembre - Eberardo Pavesi, ciclista su strada e dirigente sportivo italiano (n. 1883)
- 11 novembre - Benito Perojo, regista e produttore cinematografico spagnolo (n. 1894)
- 11 novembre - Kamilla Vasil'evna Trever, storica, numismatica e orientalista russa (n. 1892)
- 12 novembre - Urbano Federighi, matematico italiano (n. 1897)
- 12 novembre - Guido Piovene, scrittore e giornalista italiano (n. 1907)
- 12 novembre - Sergéj Urusévskij, direttore della fotografia e regista sovietico (n. 1908)
- 13 novembre - Walter Blume, militare e agente segreto tedesco (n. 1906)
- 13 novembre - Vittorio De Sica, attore, regista e sceneggiatore italiano (n. 1901)
- 13 novembre - Camillo Mercalli, generale italiano (n. 1882)
- 13 novembre - Massimo Piacentini, ingegnere e urbanista italiano (n. 1898)
- 14 novembre - Pietro Frosini, ingegnere italiano (n. 1896)
- 14 novembre - Attilio Armando Lombardi, militare italiano (n. 1954)
- 14 novembre - Johnny Mack Brown, attore statunitense (n. 1904)
- 14 novembre - Hans Laurids Sørensen, ginnasta danese (n. 1901)
- 15 novembre - Aud Egede-Nissen, attrice, produttrice cinematografica e regista teatrale norvegese (n. 1893)
- 15 novembre - Marcel Lefrancq, fotografo belga (n. 1916)
- 15 novembre - James W. Morrison, attore statunitense (n. 1888)
- 15 novembre - Manlio Trucco, ceramista e pittore italiano (n. 1884)
- 15 novembre - Roberto Ugo di Borbone-Parma, nobile austriaco (n. 1909)
- 16 novembre - Walther Meissner, fisico tedesco (n. 1882)
- 17 novembre - Clive Brook, attore britannico (n. 1887)
- 17 novembre - Erskine H. Childers, politico irlandese (n. 1905)
- 17 novembre - Pietro Pascoli, politico e giornalista italiano (n. 1896)
- 18 novembre - Avenir Aleksandrovič Jakovkin, astronomo russo (n. 1887)
- 18 novembre - Gösta Lilliehöök, pentatleta svedese (n. 1884)
- 18 novembre - Hans Moser, cavallerizzo svizzero (n. 1901)
- 18 novembre - Luigi Musajo, chimico italiano (n. 1904)
- 19 novembre - George Brunies, musicista e trombonista statunitense (n. 1902)
- 19 novembre - Louise Fitzhugh, scrittrice e illustratrice statunitense (n. 1928)
- 19 novembre - Alessandro Momo, attore italiano (n. 1956)
- 20 novembre - Antonio Curina, politico e partigiano italiano (n. 1898)
- 20 novembre - Massimo Ferretti, poeta, scrittore e giornalista italiano (n. 1935)
- 20 novembre - Michele Lanzetta, politico italiano (n. 1896)
- 21 novembre - William Andrewes, ammiraglio inglese (n. 1899)
- 21 novembre - Frank Martin, compositore svizzero (n. 1890)
- 21 novembre - Francisc Spielmann, calciatore ungherese (n. 1907)
- 22 novembre - Ralph Capone, mafioso italiano (n. 1894)
- 22 novembre - Charles Norelius, nuotatore svedese (n. 1882)
- 22 novembre - Carlo Olmini, politico italiano (n. 1921)
- 22 novembre - Piero Sadun, pittore italiano (n. 1919)
- 23 novembre - Aman Mikael Andom, politico e generale etiope (n. 1924)
- 23 novembre - Ettore Desderi, compositore italiano (n. 1892)
- 23 novembre - Aklilu Habte-Wold, politico etiope (n. 1912)
- 23 novembre - Emy Machnow, nuotatrice svedese (n. 1897)
- 23 novembre - Endelkachew Makonnen, politico etiope (n. 1927)
- 23 novembre - Cornelius Ryan, giornalista, scrittore e storico irlandese (n. 1920)
- 24 novembre - Giorgio Bacchi, politico italiano (n. 1913)
- 24 novembre - Johann W. Fück, arabista e islamista tedesco (n. 1894)
- 24 novembre - Mirdza Kalnins Capanna, danzatrice e insegnante lettone (n. 1912)
- 24 novembre - Robert Charles Zaehner, storico delle religioni e orientalista inglese (n. 1913)
- 25 novembre - Nick Drake, cantautore e chitarrista inglese (n. 1948)
- 25 novembre - Rosemary Lane, attrice e cantante statunitense (n. 1913)
- 25 novembre - Raymond Legrand, compositore e direttore d'orchestra francese (n. 1908)
- 25 novembre - U Thant, diplomatico birmano (n. 1909)
- 26 novembre - Cyril Connolly, critico letterario e scrittore britannico (n. 1903)
- 26 novembre - John Layard, antropologo e psicologo britannico (n. 1891)
- 26 novembre - Sven Malm, velocista svedese (n. 1894)
- 26 novembre - Hubert Stevens, bobbista statunitense (n. 1890)
- 27 novembre - Vincenzo Costa, politico e generale italiano (n. 1900)
- 28 novembre - Konstantin Stepanovič Mel'nikov, architetto e pittore russo (n. 1890)
- 29 novembre - Ouida Bergère, scrittrice e sceneggiatrice statunitense (n. 1886)
- 29 novembre - Arnaldo Bocelli, critico letterario, giornalista e italianista italiano (n. 1900)
- 29 novembre - James J. Braddock, pugile statunitense (n. 1905)
- 29 novembre - Gino Levi-Montalcini, architetto e disegnatore italiano (n. 1902)
- 29 novembre - Dušan Marković, calciatore jugoslavo (n. 1906)
- 29 novembre - Mario Missiroli, giornalista, politologo e saggista italiano (n. 1886)
- 29 novembre - Peng Dehuai, politico e generale cinese (n. 1898)
- 29 novembre - Ferdinand Swatosch, allenatore di calcio e calciatore austriaco (n. 1894)
- 30 novembre - Paolo Angelino, politico italiano (n. 1900)
- 30 novembre - Benkt Norelius, ginnasta svedese (n. 1886)
- 30 novembre - Ellis Le Geyt Troughton, zoologo australiano (n. 1893)

## Dicembre(105)
- 1º dicembre - Lajos Zilahy, scrittore ungherese (n. 1891)
- 2 dicembre - Italo Gismondi, architetto e archeologo italiano (n. 1887)
- 2 dicembre - Umberto Dario Paulucci de Calboli, ufficiale e ingegnere italiano (n. 1889)
- 2 dicembre - Max Weber, politico svizzero (n. 1897)
- 3 dicembre - Władysław Bukowiński, presbitero polacco (n. 1904)
- 3 dicembre - Hans Leibelt, attore tedesco (n. 1885)
- 3 dicembre - Adolfo Saporetti, pittore italiano (n. 1907)
- 4 dicembre - Lee Kinsolving, attore statunitense (n. 1938)
- 4 dicembre - Emanuel Schäfer, militare e agente segreto tedesco (n. 1900)
- 5 dicembre - Pietro Germi, regista, sceneggiatore e attore italiano (n. 1914)
- 5 dicembre - Hazel Hotchkiss Wightman, tennista statunitense (n. 1886)
- 5 dicembre - Andrea Lombardini, militare italiano (n. 1940)
- 5 dicembre - Carlo Petrangeli, attore italiano (n. 1904)
- 5 dicembre - Italo Pizziolo, calciatore italiano (n. 1912)
- 5 dicembre - Zaharia Stancu, scrittore, poeta e filosofo rumeno (n. 1902)
- 6 dicembre - Maximilian de Angelis, generale austriaco (n. 1889)
- 6 dicembre - Nikolaj Gerasimovič Kuznecov, ammiraglio e politico sovietico (n. 1904)
- 6 dicembre - Roberto Oros di Bartini, ingegnere aeronautico italiano (n. 1897)
- 6 dicembre - Gérard de Balorre, cavaliere francese (n. 1899)
- 7 dicembre - Pierre Renouvin, storico francese (n. 1893)
- 7 dicembre - Paul Wartelle, ginnasta francese (n. 1892)
- 8 dicembre - Franz Wagner, calciatore e allenatore di calcio austriaco (n. 1911)
- 9 dicembre - Walter Guyton Cady, fisico e ingegnere statunitense (n. 1874)
- 9 dicembre - Giuseppe Giustacchini, calciatore italiano (n. 1900)
- 9 dicembre - Francesco Perri, scrittore e giornalista italiano (n. 1885)
- 9 dicembre - Hans Traut, generale tedesco (n. 1895)
- 10 dicembre - Pierre Asso, attore francese (n. 1904)
- 10 dicembre - Gino Bonzi, calciatore italiano (n. 1911)
- 10 dicembre - Paul Richards, attore statunitense (n. 1924)
- 10 dicembre - Aristodemo Santamaria, calciatore italiano (n. 1892)
- 11 dicembre - Walter Coy, attore statunitense (n. 1909)
- 11 dicembre - Greta Gonda, attrice austriaca (n. 1917)
- 11 dicembre - Reed Hadley, attore statunitense (n. 1911)
- 11 dicembre - María Maravillas de Jesús, religiosa e mistica spagnola (n. 1891)
- 11 dicembre - Ward McLanahan, astista e ostacolista statunitense (n. 1883)
- 12 dicembre - Carlo Diano, filosofo, grecista e filologo classico italiano (n. 1902)
- 12 dicembre - Gino Franceschini, storico italiano (n. 1890)
- 12 dicembre - Berndt-Otto Rehbinder, schermidore svedese (n. 1918)
- 13 dicembre - John Godolphin Bennett, matematico e ingegnere britannico (n. 1897)
- 13 dicembre - Robert Bennett, martellista statunitense (n. 1919)
- 13 dicembre - Yakup Kadri Karaosmanoğlu, scrittore, giornalista e diplomatico turco (n. 1889)
- 13 dicembre - Giulio Melecchi, dirigente sportivo e calciatore italiano (n. 1924)
- 13 dicembre - Domenico Mondelli, militare e aviatore italiano (n. 1886)
- 13 dicembre - Henry de Monfreid, avventuriero e scrittore francese (n. 1879)
- 13 dicembre - José Navarro, cavaliere spagnolo (n. 1897)
- 13 dicembre - Benjamin Solari Parravicini, pittore, gallerista e astrologo argentino (n. 1889)
- 14 dicembre - Nina Agadžanova-Šutko, rivoluzionaria, sceneggiatrice e regista sovietica (n. 1889)
- 14 dicembre - Fritz Hagmann, lottatore svizzero (n. 1901)
- 14 dicembre - Kurt Hahn, pedagogista tedesco (n. 1886)
- 14 dicembre - Walter Lippmann, giornalista e politologo statunitense (n. 1889)
- 14 dicembre - Fritz Szepan, calciatore e allenatore di calcio tedesco (n. 1907)
- 15 dicembre - Anatole Litvak, regista, sceneggiatore e produttore cinematografico ucraino (n. 1902)
- 15 dicembre - Leonardo Spreafico, pittore italiano (n. 1907)
- 16 dicembre - Ivan Alekseevič Susloparov, generale sovietico (n. 1897)
- 16 dicembre - Kostas Varnalis, poeta e scrittore greco (n. 1884)
- 17 dicembre - Hans Hausamann, fotografo e giornalista svizzero (n. 1897)
- 17 dicembre - Aernout van Lennep, cavaliere olandese (n. 1898)
- 17 dicembre - Wilhelm Massmann, compositore di scacchi tedesco (n. 1895)
- 17 dicembre - Aytsemnik Urartu, scultrice armena (n. 1899)
- 18 dicembre - Agustín Barboza, cantautore, chitarrista e compositore paraguaiano (n. 1913)
- 18 dicembre - Arthur Fauville, psicologo belga (n. 1894)
- 18 dicembre - Harry Hooper, giocatore di baseball statunitense (n. 1887)
- 19 dicembre - Rodolfo Vicentini, politico italiano (n. 1896)
- 20 dicembre - André Jolivet, compositore francese (n. 1905)
- 21 dicembre - Félix Amiot, ingegnere francese (n. 1894)
- 21 dicembre - Silvano Ceccherini, anarchico e scrittore italiano (n. 1915)
- 21 dicembre - Richard Long, attore statunitense (n. 1927)
- 21 dicembre - Luis Marín Sabater, calciatore spagnolo (n. 1906)
- 21 dicembre - Gino Montefinale, ammiraglio, scrittore e giornalista italiano (n. 1881)
- 21 dicembre - Théodore Nouwens, calciatore belga (n. 1908)
- 21 dicembre - Clara Padoa, attrice italiana (n. 1910)
- 22 dicembre - Spartaco Beltrand, politico italiano (n. 1905)
- 22 dicembre - Fosco Giachetti, attore italiano (n. 1900)
- 22 dicembre - Ivison Macadam, ingegnere scozzese (n. 1894)
- 23 dicembre - Florentino Pérez Embid, storico e politico spagnolo (n. 1918)
- 23 dicembre - Norman Squire, giocatore di snooker australiano (n. 1909)
- 24 dicembre - Thérèse Debains, pittrice francese (n. 1897)
- 24 dicembre - Albert Defant, meteorologo e oceanografo austriaco (n. 1884)
- 24 dicembre - Ida Kar, fotografa russa (n. 1908)
- 24 dicembre - Theophil Spoerri, filologo svizzero (n. 1890)
- 24 dicembre - Sentarō Ōmori, ammiraglio giapponese (n. 1892)
- 25 dicembre - Giacomo Devoto, glottologo e linguista italiano (n. 1897)
- 25 dicembre - Ahmad Isma'il 'Ali, generale egiziano (n. 1917)
- 25 dicembre - Frédéric Martenet, calciatore svizzero (n. 1893)
- 26 dicembre - Jack Benny, attore, comico e showman statunitense (n. 1894)
- 26 dicembre - Frederick Dalrymple-Hamilton, ammiraglio britannico (n. 1890)
- 26 dicembre - Frank Hussey, velocista statunitense (n. 1905)
- 26 dicembre - Alan Noel Latimer Munby, saggista e scrittore inglese (n. 1913)
- 26 dicembre - Farid al-Atrash, compositore, cantante e attore siriano (n. 1910)
- 27 dicembre - Sam Comer, scenografo statunitense (n. 1893)
- 27 dicembre - Roy Dunlop, tennista australiano
- 27 dicembre - Vladimir Aleksandrovič Fok, fisico sovietico (n. 1898)
- 27 dicembre - Ned Maddrell, mannese (n. 1877)
- 27 dicembre - Victor Samuel Summerhayes, botanico britannico (n. 1897)
- 28 dicembre - Giuseppe Dozza, politico italiano (n. 1901)
- 28 dicembre - Guido Fantoni, lottatore italiano (n. 1919)
- 28 dicembre - Ugo Moncada di Paternò, nobile, politico e imprenditore italiano (n. 1890)
- 28 dicembre - Angelo Zorzi, ginnasta italiano (n. 1890)
- 29 dicembre - Alessandro Cervellati, pittore, scrittore e illustratore italiano (n. 1892)
- 29 dicembre - Robert Ellis, attore, sceneggiatore e regista statunitense (n. 1892)
- 30 dicembre - Alice Halicka, pittrice polacca (n. 1889)
- 30 dicembre - Edvard Linna, ginnasta finlandese (n. 1886)
- 30 dicembre - Ricardo Margarit, canottiere spagnolo (n. 1884)
- 31 dicembre - Antonio Lepore, politico italiano (n. 1897)
- 31 dicembre - Robert Pache, calciatore svizzero (n. 1897)

## Senza giorno specificato(69)
- Terzo Bandini, pilota motociclistico italiano (n. 1898)
- Paul Barth, schermidore svizzero (n. 1921)
- Bruce Bellas, fotografo statunitense (n. 1909)
- Renato Bertelli, artista e scultore italiano (n. 1900)
- Albino Bocciai, cestista italiano (n. 1920)
- Bu Wancang, regista e sceneggiatore cinese (n. 1903)
- Avelino Cadilla, calciatore uruguaiano (n. 1917)
- Caio Mario Cattabeni, medico italiano (n. 1911)
- Mino Caudana, giornalista, sceneggiatore e autore televisivo italiano (n. 1905)
- Giovanni Cenzato, giornalista, scrittore e commediografo italiano (n. 1885)
- Ernesto D'Albergo, economista italiano (n. 1902)
- Piero Dalle Ceste, pittore italiano (n. 1912)
- Federico Del Cupolo, direttore d'orchestra italiano (n. 1884)
- Adolfo Fanconi, calciatore, allenatore di calcio e dirigente sportivo italiano (n. 1885)
- Pietro Fara, chitarrista italiano (n. 1923)
- Pietro Ferraro, partigiano e imprenditore italiano (n. 1908)
- Pietro Foglia, scultore e pittore italiano (n. 1913)
- Arnaldo Fuzzi, ingegnere italiano (n. 1893)
- Maria Gallia, stilista italiana (n. 1906)
- Richard Gregg, filosofo e sociologo statunitense (n. 1885)
- Virginio Guidazzi, calciatore italiano (n. 1931)
- Seymour Harris, economista statunitense (n. 1897)
- Antonija Javornik, militare serba (n. 1893)
- Irena Jaśnikowska, discobola, giavellottista e cestista polacca (n. 1912)
- Camillo Iona, architetto italiano (n. 1886)
- Shigeru Kanda, astronomo giapponese (n. 1894)
- Helen König, imprenditrice e ceramista italiana (n. 1886)
- Lady of the Dunes, statunitense (n. 1936)
- Giacinto Lambiasi, astista italiano (n. 1896)
- Richard Webster Lawrence, bobbista statunitense (n. 1906)
- Aldo Lecci, politico e rivoluzionario italiano (n. 1900)
- Manlio Lo Vecchio Musti, sindacalista italiano
- Giulio Lorandi, compositore e pianista italiano (n. 1914)
- Alessandro Magni, calciatore italiano (n. 1894)
- Giuseppe Marini, aviatore e generale italiano (n. 1897)
- Lanfranco Maroi, statistico italiano (n. 1889)
- Manlio Martinelli, pittore italiano (n. 1884)
- Paul McGonagle, mafioso statunitense (n. 1939)
- Antonio Menegazzo, pittore e illustratore italiano (n. 1892)
- Vasco Menegozzo, pittore italiano (n. 1886)
- Lilla Menichelli Pescatori, attrice italiana (n. 1884)
- Ilio Negri, grafico italiano (n. 1926)
- Josef Novák, calciatore cecoslovacco (n. 1900)
- John Ormento, mafioso statunitense (n. 1912)
- Domenico Panighi, pittore italiano (n. 1908)
- Verecondo Paoletti, politico italiano (n. 1881)
- Maria Teresa Parpagliolo, architetto del paesaggio italiana (n. 1903)
- Renato Piattoli, paleografo e diplomatista italiano (n. 1906)
- Max Piccini, scultore italiano (n. 1899)
- Ottavia Pogliaghi, artista e incisore italiana (n. 1891)
- Pio Umberto Pontremoli, dirigente d'azienda, imprenditore e ingegnere italiano (n. 1897)
- Eugene Rabe, astronomo tedesco (n. 1911)
- Lauri Rapala, inventore finlandese (n. 1907)
- Remo Riva, scultore italiano (n. 1909)
- Totò Russo, allenatore di pallacanestro italiano
- Angelo Sabbatani, scultore e medaglista italiano (n. 1922)
- Tato, artista italiano (n. 1896)
- Rudolf Seck, militare tedesco (n. 1908)
- Angiolino Spallanzani, pittore, scenografo e inventore italiano (n. 1902)
- Francesco Spanu Satta, giornalista e scrittore italiano (n. 1912)
- Fausto Tesio, medico italiano (n. 1898)
- Roberto Tognazzi, politico e avvocato italiano (n. 1899)
- Paolo Toschi, filologo e storico della letteratura italiano (n. 1893)
- Gheorghe Vasilichi, politico rumeno (n. 1902)
- Giovanni Venditto, calciatore italiano (n. 1916)
- Remo Vigorelli, dirigente sportivo italiano (n. 1898)
- Giovanbattista Vitale, mafioso italiano (n. 1925)
- Zhang Junfeng, artista marziale cinese (n. 1902)
- Ugo Zovetti, pittore, designer e decoratore italiano (n. 1879)